# Amersfoort
Amersfoort (uitspraakⓘ) is een stad en gemeente in het oosten van de Nederlandse provincie Utrecht in het midden van het land. De gemeente telt 161.852 inwoners, en heeft een totale oppervlakte van 63,86 km², waarvan 62,62 km² land en 1,24 km² water (22 november 2024). Het is qua bevolkingsaantal de tweede stad van de provincie Utrecht en de vijftiende van Nederland. Behalve de gelijknamige hoofdplaats bestaat de gemeente Amersfoort uit de kleinere kernen Hoogland en Hooglanderveen, die ondertussen in het geheel binnen het stedelijke gebied vallen.
Amersfoort vervult economisch een regiofunctie, heeft een van de grootste spoorwegknooppunten van Nederland en is een belangrijke garnizoensstad. De binnenstad bezit een middeleeuws karakter met oude verdedigingswerken zoals grachten en stadsmuren.

## Naam

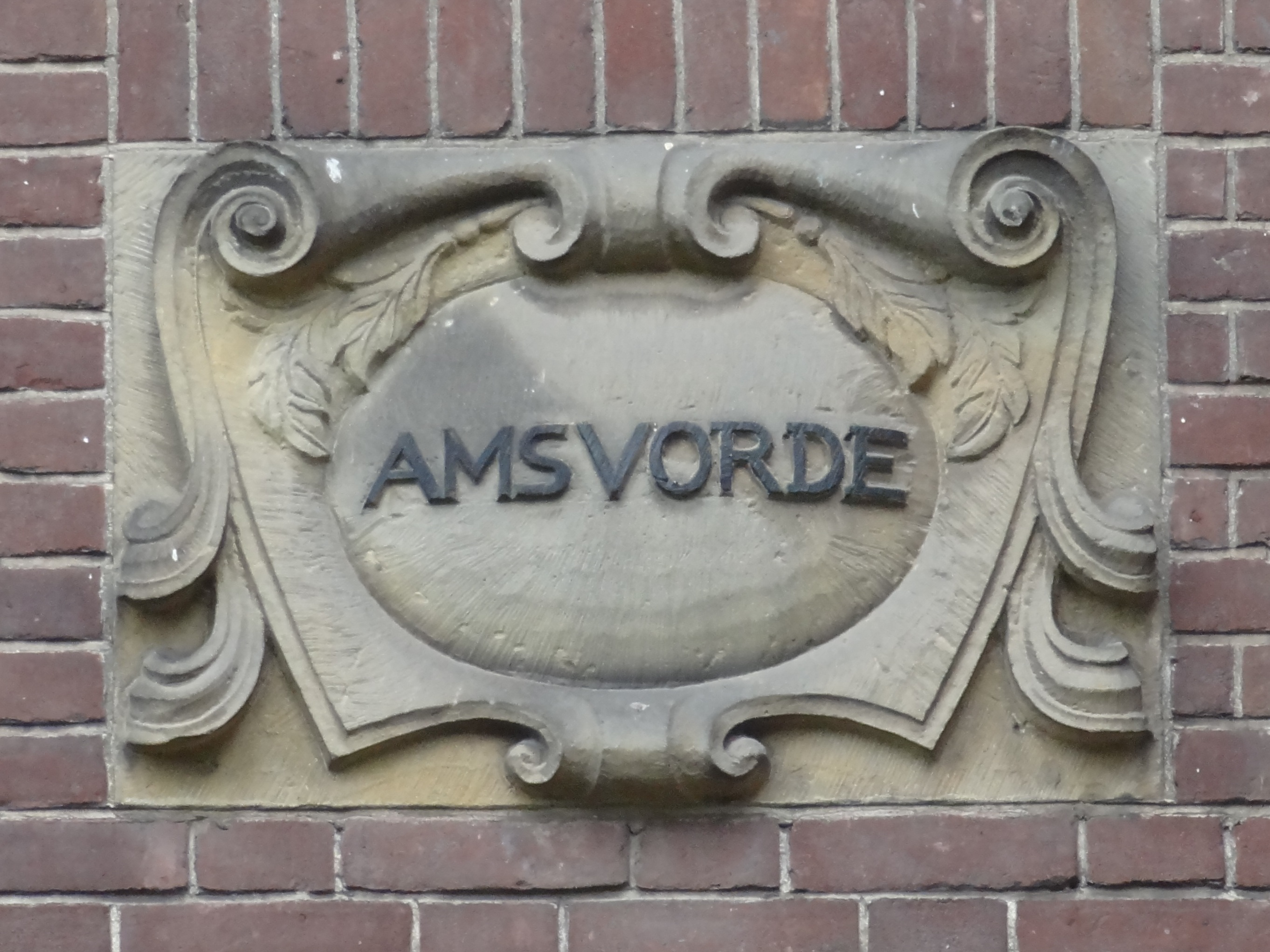
Gevelsteen 'Amsvorde' (een oude benaming voor Amersfoort) op de gevel van Utrechtseweg 78 in Amersfoort

De stad Amersfoort dankt zijn ontstaan en naam aan een doorwaadbare plaats of voorde in de rivier de Eem (vroeger: Amer). De Eem begint waar de Lunterse Beek (Heiligenbergerbeek) en de Barneveldse Beek (Flierbeek), die water afvoerden uit de Gelderse Vallei, bij elkaar kwamen in een laagte tussen de Amersfoortse Berg en het hoger gelegen gebied ten noorden van Amersfoort (Hoogland). Bij die doorwaadbare plaats werd de Eem gekruist door handelsroutes die van Utrecht naar het oosten en noorden liepen.
Amersfoort wordt soms afgekort tot A'foort of Foortje. In de straattaal wordt de stad ook wel Amo genoemd. Een andere bijnaam voor Amersfoort is de Keistad.

## Geschiedenis
Bewoning in Amersfoort en omgeving gaat ver terug in de tijd. Al in het mesolithicum trokken jagers en verzamelaars door de regio. Bij archeologisch onderzoek zijn de restanten van jachtkampjes aangetroffen. In het neolithicum moet er ook in de regio gewoond zijn; bewoningssporen zijn tot op heden niet aangetroffen, maar wel grafheuvels met vondsten uit deze periode, zoals klokbekers. Ook uit de bronstijd en ijzertijd zijn grafheuvels bekend, zoals bij de Galgenberg, De Vlasakkers en de Leusderheide. Een deel hiervan is al in de 19e eeuw onderzocht. Bewoning uit de bronstijd en ijzertijd is bij diverse opgravingen aangetroffen, waaronder in het gebied de Schammer (Leusden) en Wieken Vinkenhoef (Amersfoort).
De Romeinen hebben de regio nooit permanent bezet en bewoond, maar dat er contacten en incidentele bezoeken waren staat wel vast. Een Romeinse kom - aangetroffen in een grafveld in Amersfoort-Noord - duidt hierop.
De eerste vermelding van Amersfoort dateert uit 1028. Er moet toen sprake geweest zijn van een boerennederzetting. De strategische ligging was voor de bisschop van Utrecht aanleiding om er een van zijn hoven te bouwen, om van hieruit de Gelderse Vallei te ontginnen. Waarschijnlijk werd dit bisschoppelijk hof in de eerste helft van de 12e eeuw gesticht op de plaats waar thans de Sint-Joriskerk staat. Handel en nijverheid leefden op.
De nederzetting kreeg op 12 juni 1259 stadsrechten van de Utrechtse bisschop Hendrik van Vianden. In de akte, waarin aan Amersfoort stadsrechten werd verleend werd het stadje omschreven als een oppidum, dat wil zeggen dat de stad versterkt was, waarschijnlijk door een aarden wal, wellicht met poorten. Tegen het einde van de 13e eeuw werd de eerste stenen muur gebouwd, met een lengte van 1550 meter, en omgeven door een gracht. Op de plattegrond van het centrum van Amersfoort is deze eerste stadsmuur nog goed terug te vinden.
In 1340 was er een grote stadsbrand, waarbij ongeveer de helft van de gebouwen werd vernietigd of beschadigd. Omstreeks 1380 werd begonnen met de bouw van een nieuwe muur (gereed rond 1450) met de totale lengte van 2850 meter, die het oppervlak van de ommuurde stad verdrievoudigde. In deze muur werd een aantal poorten gebouwd die tot op de dag van vandaag te bewonderen zijn, zoals de Koppelpoort en de Monnikendam. Van de eerste muur is weinig bewaard gebleven, slechts de sterk gerestaureerde Kamperbinnenpoort resteert. Niettemin is het verloop van de eerste muur nog intact; de Muurhuizen volgen het tracé van de muur en maken gebruik van diens fundering. Amersfoort kreeg in de Middeleeuwen na wonderen rond een Mariabeeld, het zogenaamde Mirakel van Amersfoort, grote betekenis als bedevaartsoord, waardoor de economie opbloeide en vanaf 1444 de Onze-Lieve-Vrouwetoren kon worden gebouwd.

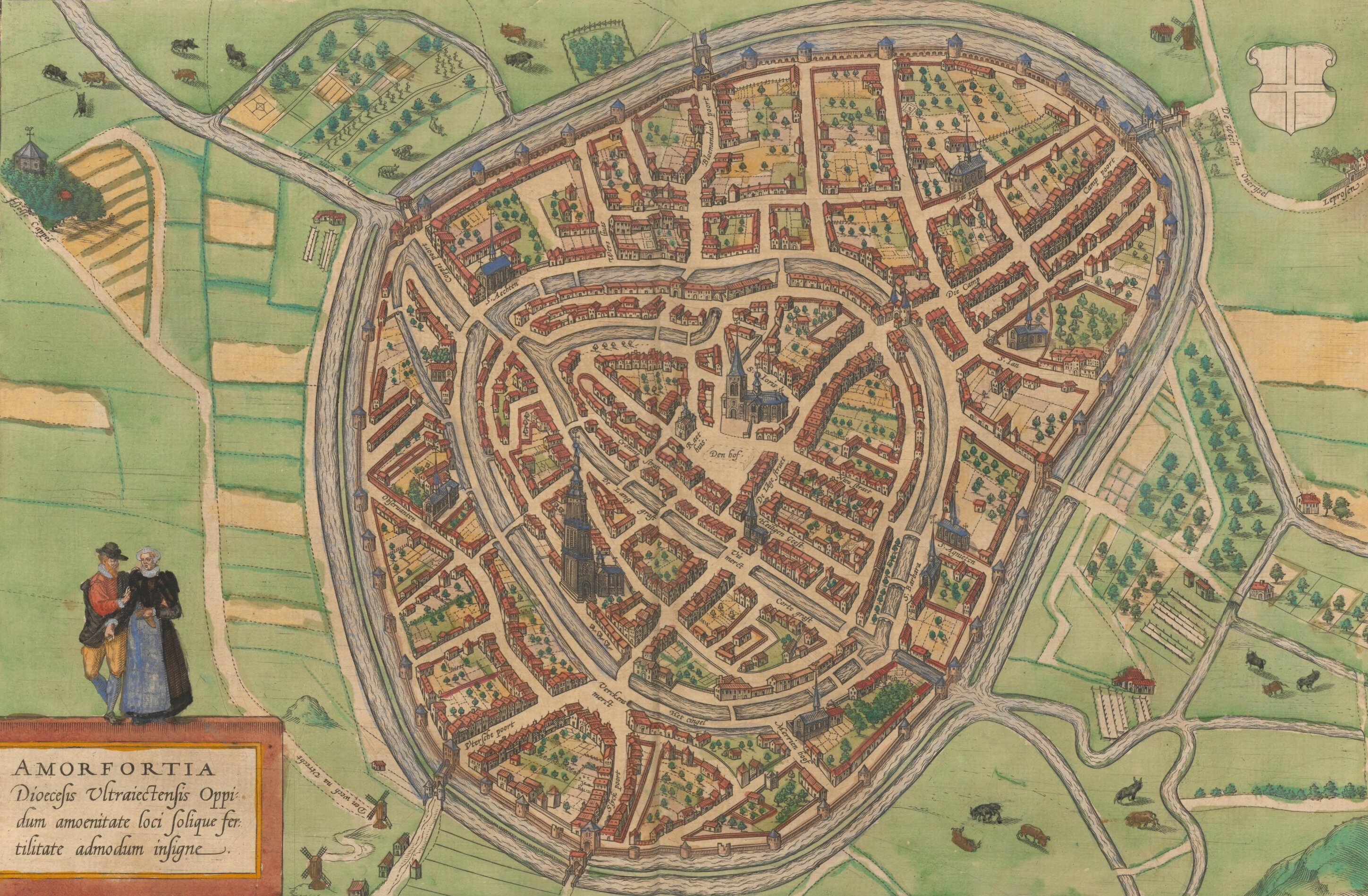
Historische kaart van Amersfoort (1595)

De stad had in de 16e eeuw veel te lijden van oorlogshandelingen. Zij werd in 1572 bezet door de staatsen en in 1573 door de Spanjaarden. In mei 1579 werd Amersfoort heroverd door Jan VI van Nassau-Dillenburg, waarop de vroedschap werd gezuiverd en gedwongen aansluiting bij de Unie van Utrecht plaatsvond. In 1629 werd Amersfoort door Ernesto Montecuccoli veroverd tijdens zijn Inval van de Veluwe. Deze inval en de inname van Amersfoort hadden tot doel paniek te veroorzaken in de Republiek, waardoor Frederik Hendrik van Oranje het Beleg van 's-Hertogenbosch zou moeten opgeven. Dit was tevergeefs doordat het Spaans-keizerlijke leger moest terugtrekken na de onverwachte inname van Wesel.
Sinds de 16e eeuw ging het economisch slechter, onder meer door slechtere bevaarbaarheid van de Eem. De inwonersaanwas stagneerde en in het begin van de 19e eeuw telde Amersfoort nog maar 8.000 mensen. Rond 1850 braken de inwoners grote delen van de wallen en poorten af. Dat bood de armen werk en de stenen waren nuttig voor straten, pleinen en wegen. Ingrijpen van koning Willem II voorkwam sloop van de Koppelpoort, Monnikendam, Kamperbinnenpoort en een restant van de stadsmuur.
In het begin van de 18e eeuw werd de stad een centrum van de Oudkatholieke Kerk, door de vestiging van de refractarische priesters van de zogenaamde Oud-bisschoppelijke Clerezij. De stad behield daarna een overwegend niet-katholieke signatuur, mede door de vestiging van vele beroepsmilitairen na 1870.
De komst van de spoorwegen, in 1863 de lijn Utrecht - Zwolle en ruim tien jaar later de verbinding Amsterdam - Apeldoorn, deed de stad uit haar 19e-eeuwse slaap ontwaken. Amersfoort werd een belangrijk knooppunt en is dat tot op heden gebleven.
Rond 1870 werd Amersfoort door de regering als garnizoensstad aangewezen, mede vanwege de centrale ligging aan spoorwegen en nabij heideterreinen die als oefenterrein konden dienen, zoals De Vlasakkers en de Leusderheide. In de Vestingwet van 1874 kreeg de stad een militaire hoofdrol als gevolg van het concentreren van de landsverdediging op de Nieuwe Hollandse Waterlinie, met de Grebbelinie als voorpost. Er werden grote kazernes gebouwd: in 1883 aan de Heiligenbergerweg de Willem III kazerne voor de artillerie en cavalerie met paardenstallen aan de Beestenmarkt en in 1889 aan de Leusderweg de Juliana van Stolbergkazerne voor de infanterie. Dat leverde blijvend werk en inkomsten voor de stad op.
Door al deze nieuwe impulsen voor de economie nam het aantal inwoners snel toe en aan het eind van de 19e eeuw telde Amersfoort dan ook ruim 18.000 inwoners, waarvan 1500 militairen. Door het grote spoorwegemplacement en de vestiging van de wagenwerkplaats in 1904 vonden veel gezinnen werk bij het spoor. In het vlakke gebied direct benoorden het spoor in westelijke richting ontstond een langgerekte woonwijk het Soesterkwartier en tegen de hellingen direct bezuiden het spoor verrees een riant villapark voor de beter gesitueerden: het Bergkwartier.

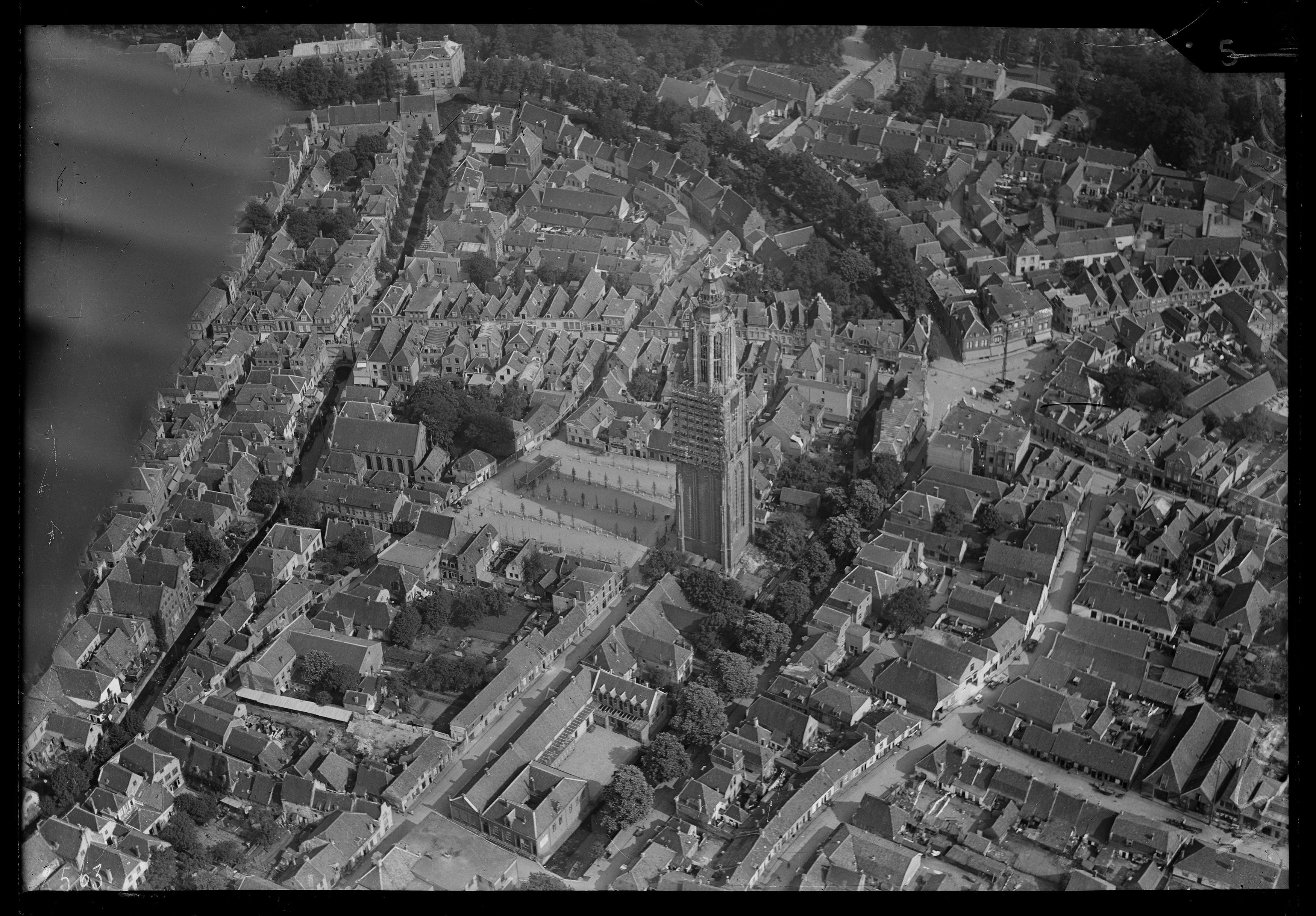
Luchtfoto van Amersfoort voor de Tweede Wereldoorlog (tussen 1920 en 1932).
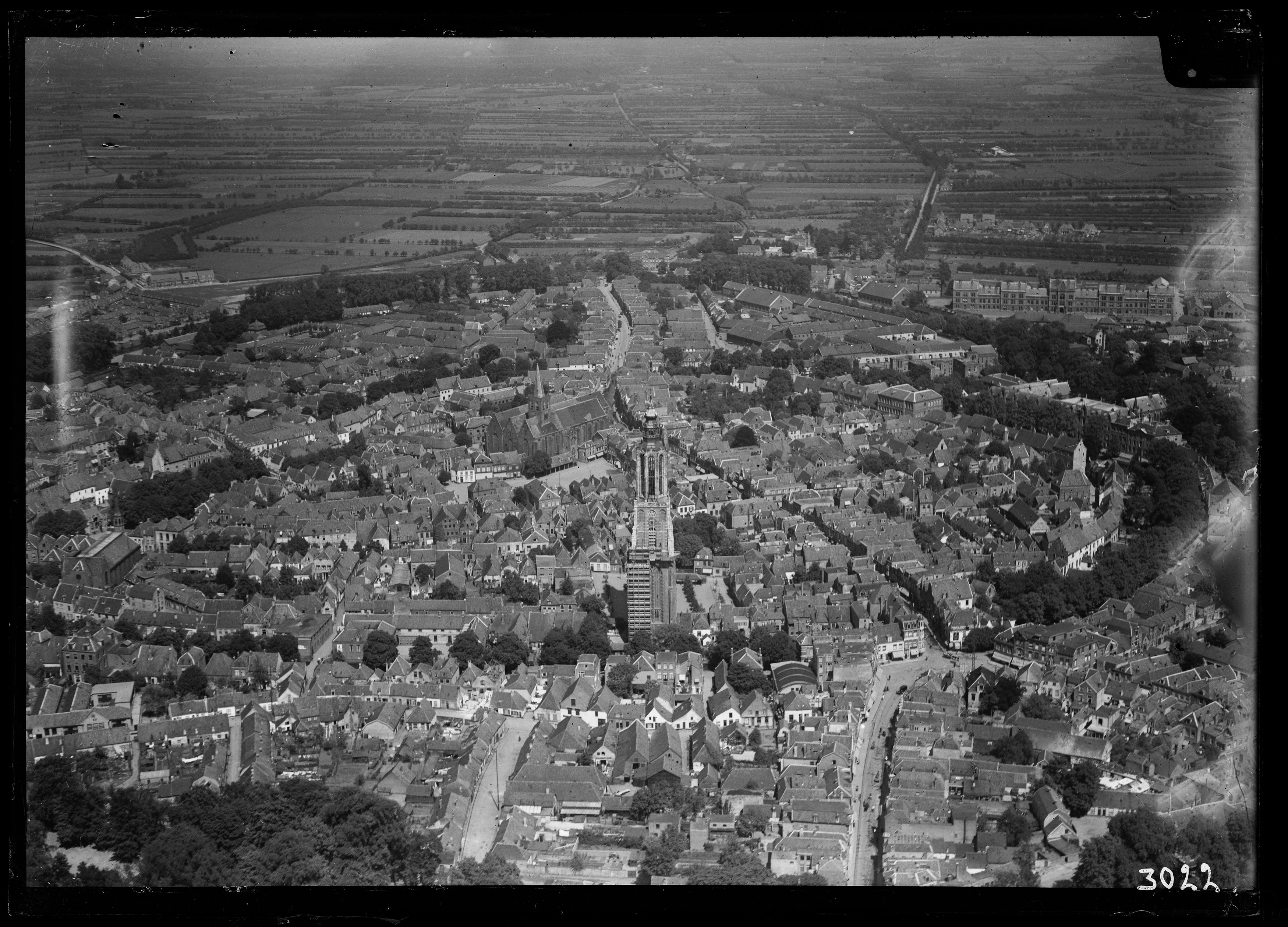
Luchtfoto van Amersfoort voor de Tweede Wereldoorlog (tussen 1920 en 1932).
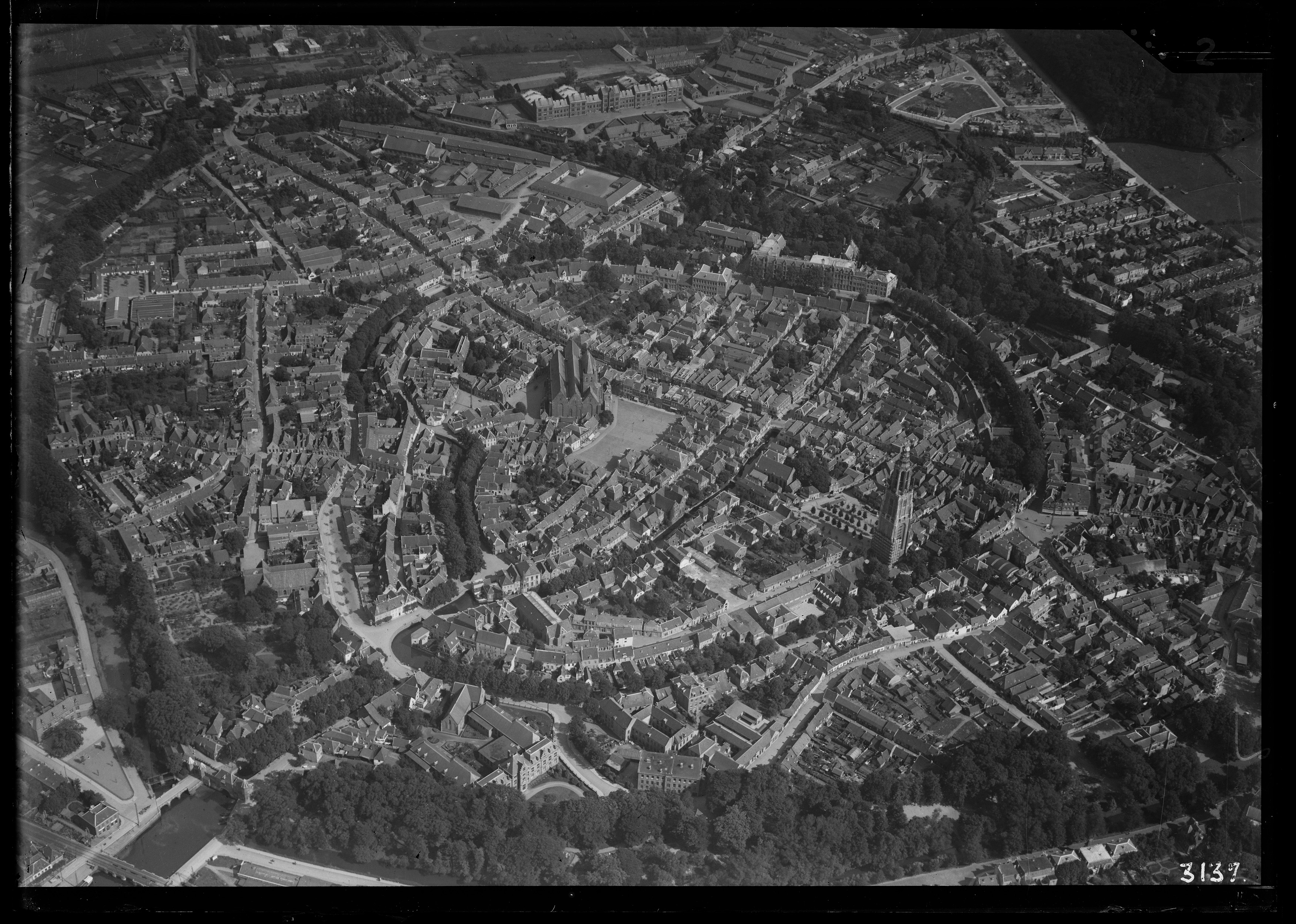
Luchtfoto van Amersfoort voor de Tweede Wereldoorlog (tussen 1920 en 1932).
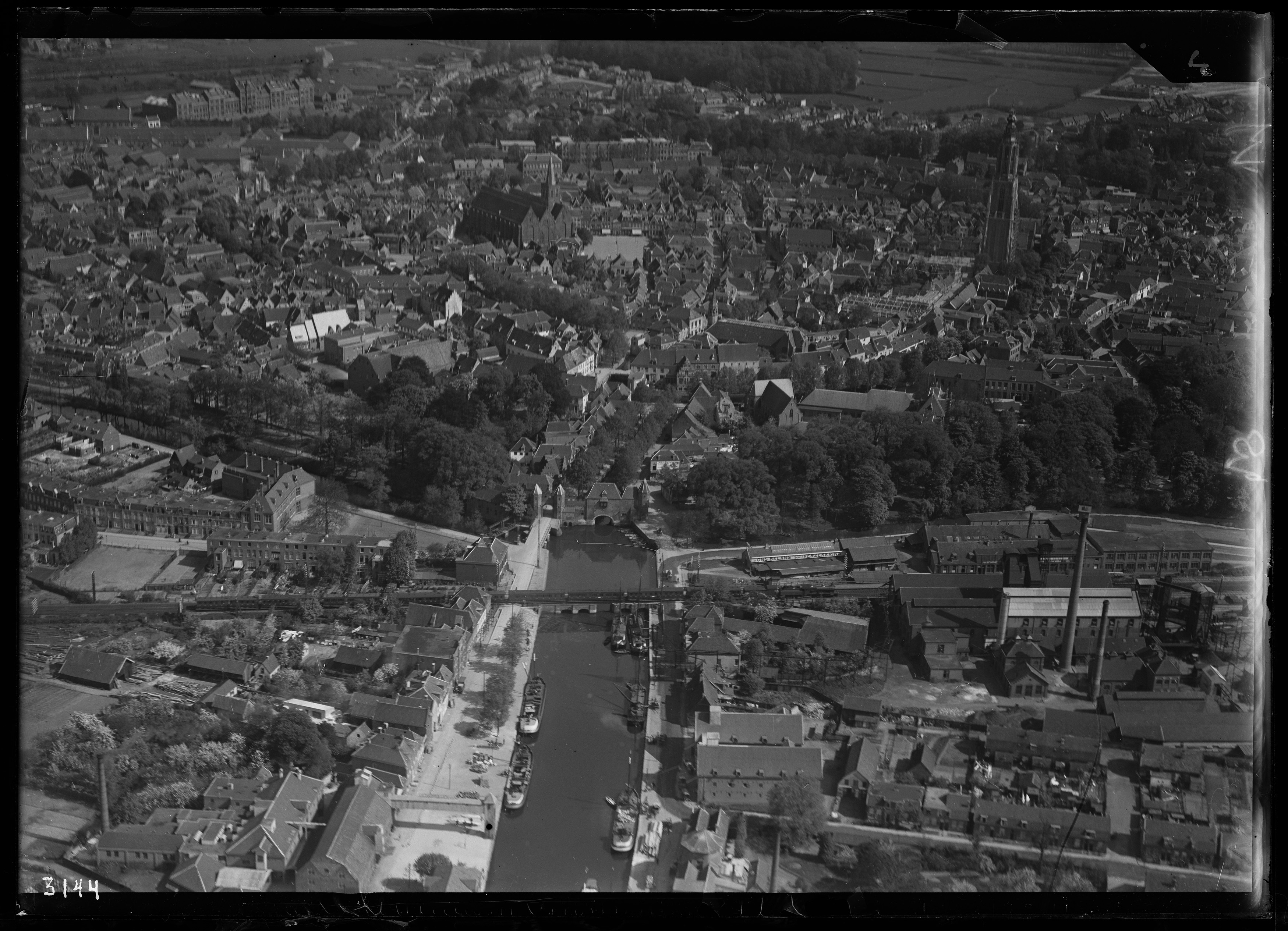
Luchtfoto van Amersfoort voor de Tweede Wereldoorlog (tussen 1920 en 1940).
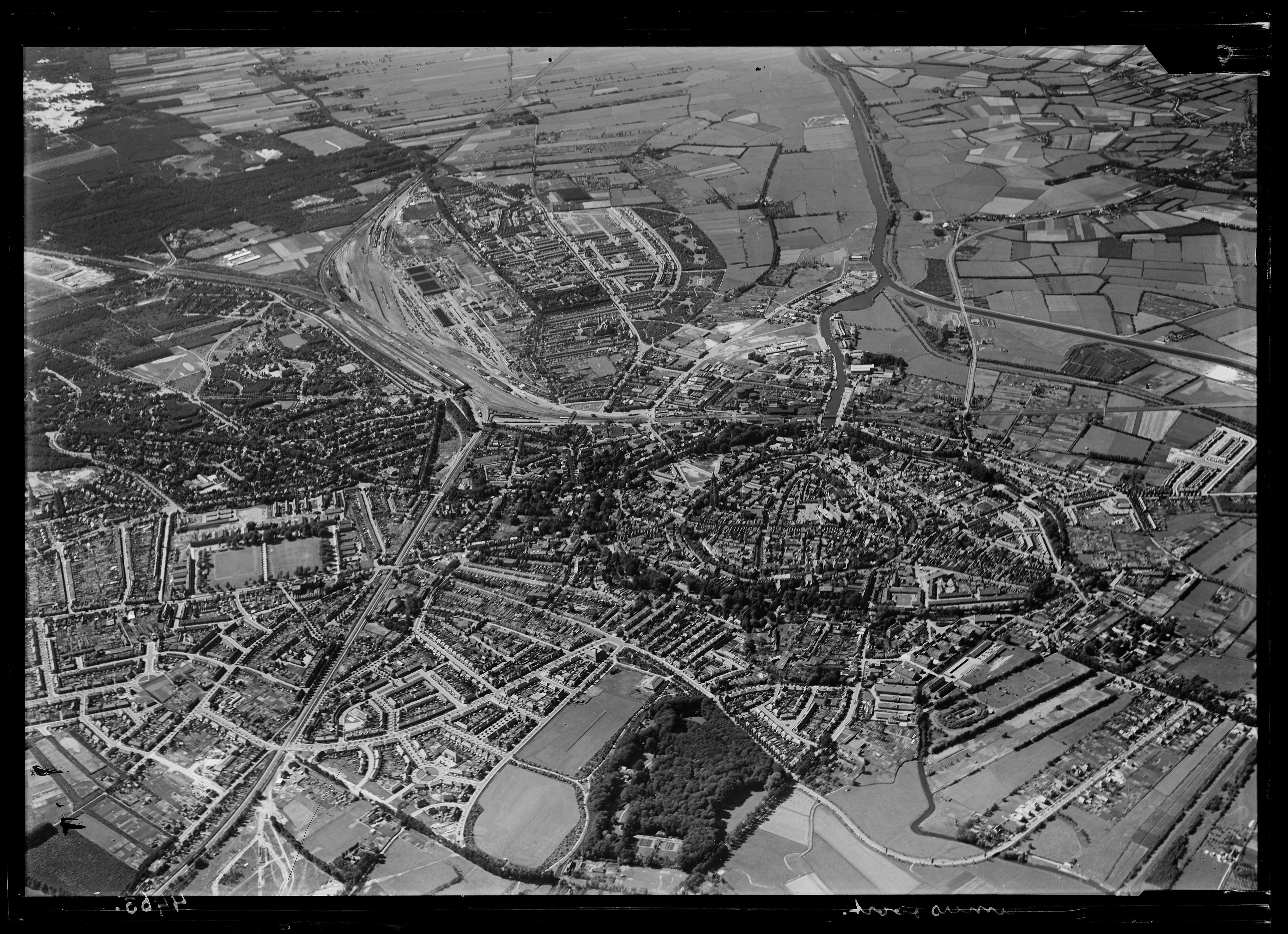
Luchtfoto van Amersfoort voor de Tweede Wereldoorlog (tussen 1935 en 1940).

### Tweede Wereldoorlog

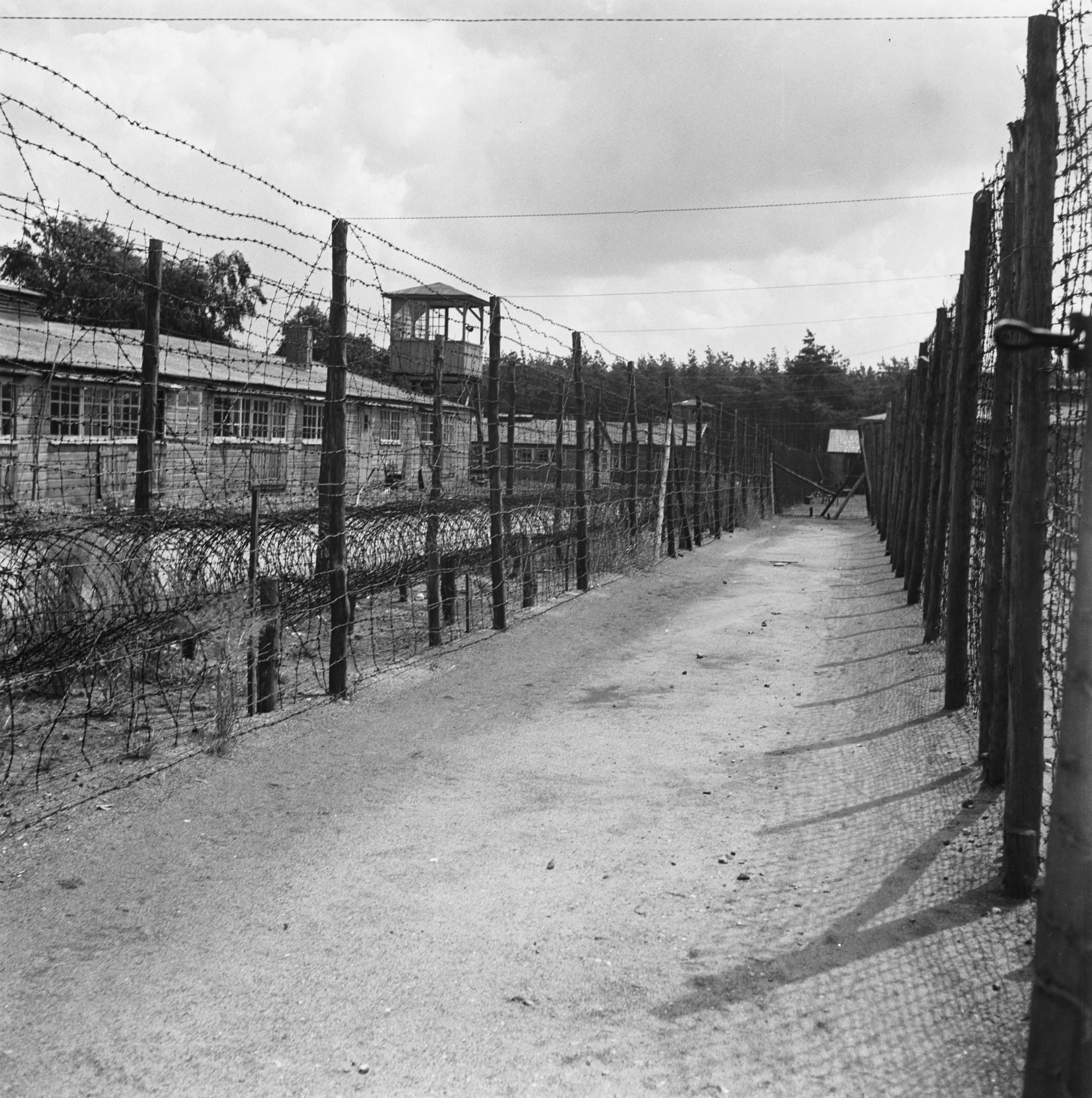
In concentratie- en doorgangskamp Kamp Amersfoort verbleven tijdens de oorlogsjaren circa 47.000 gevangenen

Zoals ook elders in Nederland leed in Amersfoort de Joodse gemeenschap zwaar onder de Holocaust. Van de ruim 630 Amersfoortse Joden kwamen er 353 tijdens deze oorlog om. De meesten van hen stierven in Auschwitz of Sobibór. Een groot deel van de Joden die niet waren omgekomen had dit te danken aan de hulp van stadgenoten; velen zaten in Amersfoort en omgeving ondergedoken tijdens de oorlog. De materiële schade als gevolg van de oorlog was in deze stad beperkt. Het oude centrum bleef gespaard.
Tijdens de mobilisatie ter voorbereiding op de oorlog werden in Amersfoort en omgeving in 1938 verschillende militaire legerplaatsen ingericht: de Bernhardkazerne en de kampen Bokkeduinen, Waterloo (Lisiduna), Amsvorde, Boskamp (het latere PDA / Kamp Amersfoort) en Zonnebloemstraat (aan het eind van de huidige Noordewierweg). In mei 1940, aan het begin van de Tweede Wereldoorlog moesten alle 43.000 bewoners worden geëvacueerd vanwege de verwachte gevechten in en om Amersfoort, dat toen de grootste garnizoensstad van Nederland was. Na vier dagen konden zij terugkeren. De Duitsers richtten bij Amersfoort het concentratiekamp Kamp Amersfoort in.
In 1943 werd in Amersfoort de Raad van Verzet (RVV) opgericht bij de familie Van Beek, die op het huidige adres Stationsstraat 28 woonde. Op 20 juli 1943 werden twintig leden van de clandestiene verzetsgroep Inlichtingendienst Nederland geëxecuteerd; zij werden begraven in het Jannetjesdal op de Leusderheide. Op 2 oktober 1944 hielden de bezetters een razzia, waarbij 5.000-6.000 Amersfoortse mannen van 17-40 jaar werden meegenomen om loopgraven aan te leggen langs de IJssel in de omgeving van Dieren.
Op 2 februari 1945 werden achttien jonge gevangenen uit Kamp Amersfoort en twee voorbijgangers doodgeschoten aan de Barchman Wuytierslaan. Een gedenksteen in de voorgevel van de woningen Barchman Wuytierslaan 40 en 42 herinnert aan deze fusillade. De namen van de omgekomenen staan hierop vermeld. Op 20 maart 1945 werden tien willekeurige gevangenen uit het kamp aan de Appelweg gefusilleerd bij wijze van represaille voor de liquidatie van een Nederlands lid van de Sicherheitsdienst.
De nazi-Duitse strijdkrachten bliezen op 16 en 17 april 1945 bruggen in en bij de stad op, waaronder de spoorbrug bij de Koppelpoort. Op 7 en 8 mei 1945 bevrijdden Canadese troepen de stad.

### Na de oorlog
Tot de Tweede Wereldoorlog was de uitbreiding van de stad gericht op de west- en zuidkant van de stad, maar in de jaren 1960 en 1970 werden nieuwe wijken gebouwd aan de oost- en de noordkant. Dat werd mogelijk omdat de waterhuishouding van de lagergelegen gronden aan die kant was verbeterd door de aanleg van het Valleikanaal na 1935.
Tot ongeveer 1970 was er echter sprake van geringe ontwikkeling. Vervolgens verdween de militaire aanwezigheid, op de Bernhardkazerne na. Daardoor dreigde het aantal inwoners zelfs te dalen. Met de annexatie op 1 januari 1974 van het grootste deel van de toenmalige gemeente Hoogland breidde het grondgebied van Amersfoort flink uit.
Tegen het einde van de 20e eeuw kreeg de stad een sterke impuls dankzij de Groeistad-status. Dit leidde tot de bouw van nieuwe Vinex- en andere wijken, zoals Kattenbroek, dat door zijn bijzondere architectuur landelijke bekendheid verwierf. In deze periode vestigden zich ook nieuwe bedrijven in Amersfoort. Uiteindelijk kreeg na heftige politieke discussies het treinstation Amersfoort een nieuw stationsgebouw. Gelijktijdig werd de omgeving van het station opnieuw ingericht met onder meer middelgrote kantoorgebouwen. Een gevolg van het verrijzen van nieuwe woonwijken in het noorden van de stad was de bouw van een nieuw treinstation, te weten Amersfoort Schothorst.

### 21e eeuw
In 2001 werd de nieuwbouwwijk Vathorst gebouwd. Deze uitbreiding van de stad was richting het noorden, waar Amersfoort de rand van snelweg A1 had bereikt. Vathorst is dus aan de andere kant van de snelweg gebouwd en tunnels, bruggen en spoorwegen verbinden de wijk met de overige wijken. Bij de realisering van deze wijk kwam ook de bouw van een derde treinstation, Amersfoort Vathorst. Vathorst is gebouwd tussen bestaand en aangelegd water waarop gevaren kan worden en wat een beeld van grachten moeten vormen.
Qua stedelijke groei en vormgeving (bouw) zijn er na Vathorst geen verdere ambities geweest tot 2020 toe. In 2020 zijn er door de gemeente plannen goedgekeurd om de al bestaande stad aan te pakken. Zo zal een oud industrieterrein, Hoef-West, herbestemd worden tot een werk-woon-recreatie wijk met de nieuwe naam Hoefkwartier. Ook wordt ten westen van de wijk Vathorst een nieuwe woonwijk gebouwd genaamd Waterdorp. Het stationsgebied van Amersfoort Centraal wordt aangepakt door middel van herbestemming en de bouw van een fietsentunnel onder het station. Hiermee wordt het chaotische beeld van fietsen op het stationsplein ontnomen en wordt het gebied rondom station en station zelf aantrekkelijker. In 2020 werd de gemeente Amersfoort partner van de Data- en Kennishub Gezond Stedelijk Leven, een onafhankelijk en open platform van publieke en private organisaties die samen werken aan een gezonde stedelijke leefomgeving.

## Geografie

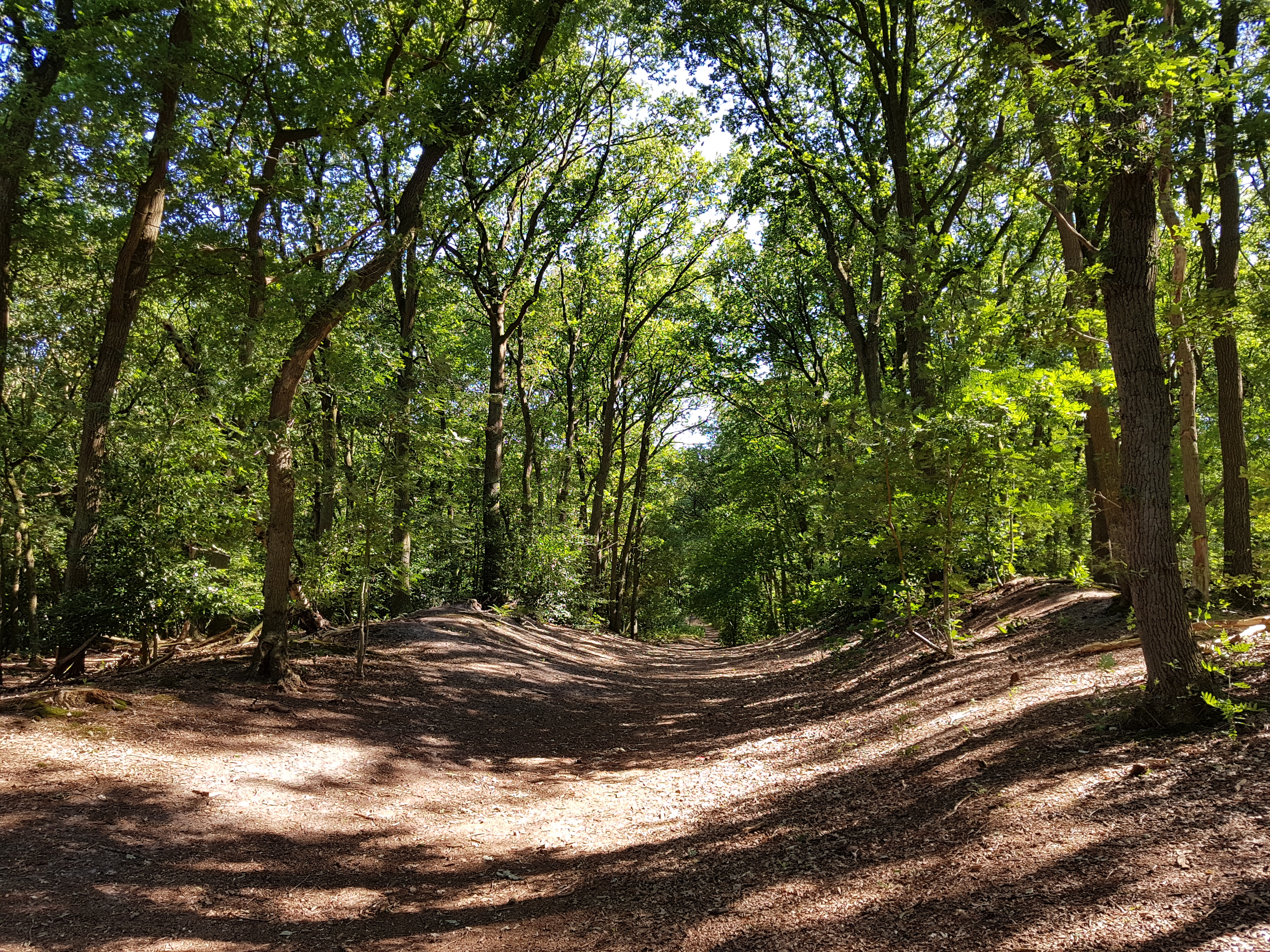
Natuurgebied Bokkeduinen, even buiten Amersfoort

Amersfoort ligt op een vlakke plaats in de vallei van de Eem aan de meest noordoostelijke rand van de Utrechtse Heuvelrug en ten zuiden van het hoger gelegen gebied Hoogland. De stad heeft een middeleeuwse kern met grachten en wallen. De grachten werden behouden, maar de wallen werden voor het grootste deel in de 19e eeuw afgebroken en vervangen door een park en singels. Het huidige park op de oude wallen wordt vaak aangeduid als het Zocherplantsoen, omdat het (mede) werd ontworpen door Jan David Zocher.
Vanaf 1870 breidde de stad zich sterk uit door de komst van de spoorwegen en een aantal kazernes. Maar tot in de jaren vijftig van de 20e eeuw ging het autoverkeer van West-Nederland naar het noorden en oosten van het land nog door de Langestraat dwars door het centrum. De zuidwestelijke singel werd daarom tussen 1956 en 1958 gedempt om plaats te maken voor een rondweg, sinds 1966 Stadsring genaamd.

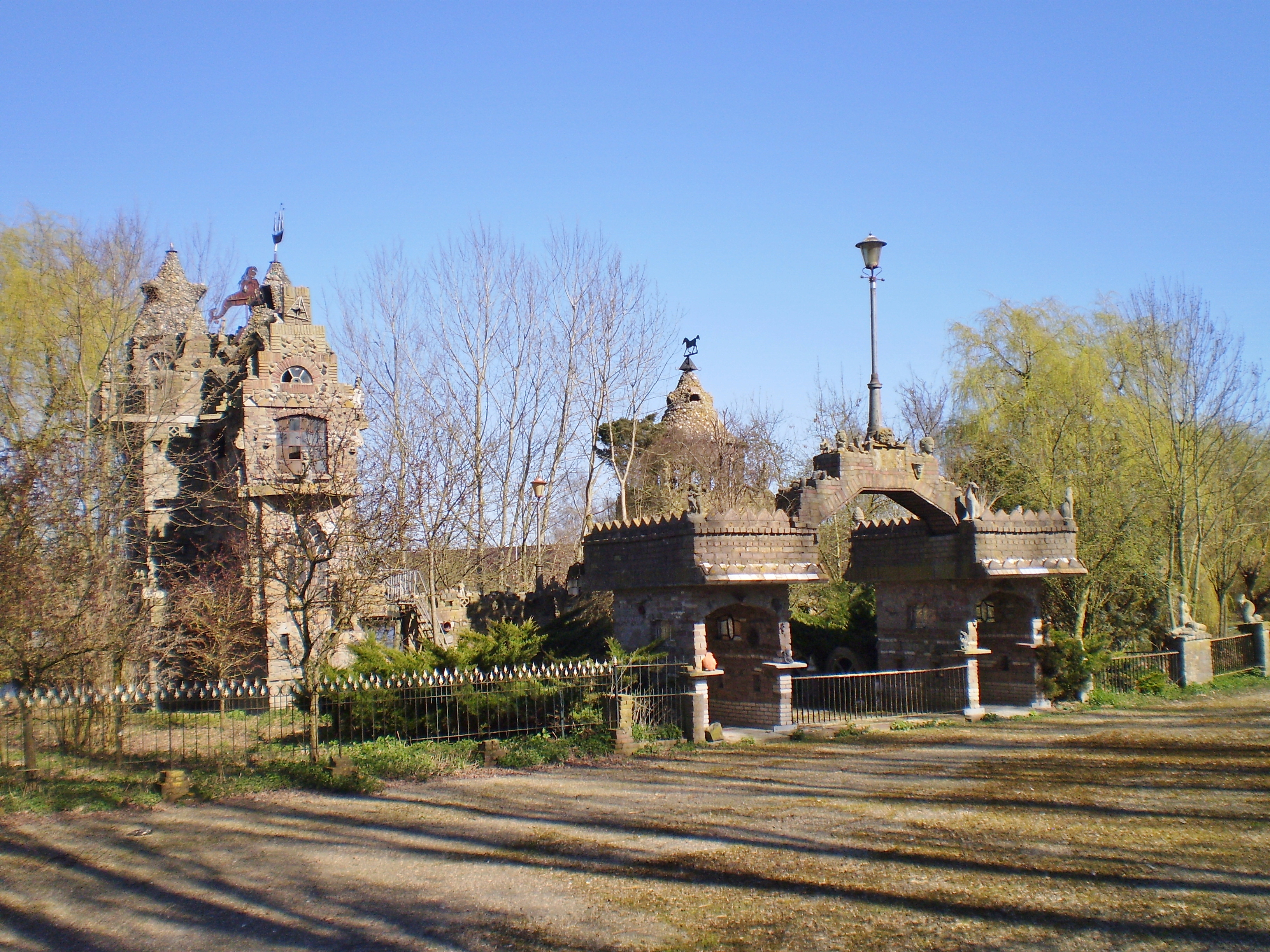
't Hammetje

In 1980 kreeg de stad Groeistad-status, mede waardoor enkele omliggende gemeenten geheel of gedeeltelijk werden geannexeerd. Dit waren:
- Hoogland (grootste deel) (1974)
- Leusden (deels) en Stoutenburg Noord (1998)
- Nijkerk (deels) Laakzone, incl. 't Hammetje (1998)
- Hoevelaken (deels) (in 1998 de buurtschap Vinkenhoef)
- Bunschoten (deels) (1998)

Er kwamen nieuwe woonwijken, zoals (zie ook opsomming verderop in dit artikel) Vathorst en Schothorst-Noord, beide met een eigen station en Zielhorst, Kattenbroek en Nieuwland. Deze versterkten de centrumfunctie van de oude stad, waar veel winkels en horeca zijn. Er kwamen meer bedrijfs- en kantoorterreinen (zie opsomming onder Economie). De aanleg van de A28 (Utrecht-Zwolle) oostelijk van Amersfoort betekende een verdere impuls voor de groei. Waar de A28 de A1 snijdt, ontstond in 1962 het knooppunt Hoevelaken. Amersfoort heeft de grenzen van zijn uitbreidingsmogelijkheden bijna bereikt.
Amersfoort vormt het regiocentrum voor bijvoorbeeld Bunschoten, Spakenburg, Hoevelaken, Leusden, Soest en Baarn.

### Natuur
In 2006 won Amersfoort de titel 'Groenste Stad van Nederland', die wordt toegekend door Entente Florale. De stad dankt haar titel aan het beleid dat Amersfoort voert om haar natuur te behouden. In september 2007 werd de stad door dezelfde organisatie tot 'Groenste Stad van Europa' uitgeroepen. Verder kent Amersfoort vele stadsparken. Het grootste park is Park Schothorst, dat ten noorden van het centrum ligt. Het park is rijk aan vele soorten natuur. Ook het iets kleinere Park Randenbroek ten zuiden van het centrum kent vele soorten natuur.

## Demografie
De gemeente Amersfoort heeft per 22 november 2024 161.852 inwoners.

### Bevolkingssamenstelling
Op 1 januari 2022 telde Amersfoort 158.642 inwoners, waarvan ongeveer 74% van volledig Nederlandse afkomst is en 26% ten minste één ouder of grootouder heeft die in het buitenland is geboren.

### Bevolkingsgroei
In het begin van de 19e eeuw telde Amersfoort slechts 9000 inwoners. De aanleg van de spoorweg in 1863 en de komst van de militairen niet lang daarna zorgden voor groei van de bevolking tot 20.000 inwoners. Maar na de Eerste Wereldoorlog volgde een decennialange periode van stilstand en zelfs jaren van daling in het inwoneraantal. Factoren die deze stagnatie ten dele kunnen verklaren zijn de woningnood in de jaren na de Tweede Wereldoorlog en een gebrek aan geschikte locaties voor vestiging van bedrijven die voor nieuwe werkgelegenheid zouden kunnen zorgen. Gedurende lange tijd waren de Nederlandse Spoorwegen en het leger de grootste werkgevers in Amersfoort. Na 1960 begon de stad weer te groeien, mede dankzij twee gemeentelijke herindelingen, waardoor vrijwel de hele gemeente Hoogland en delen van Leusden, Stoutenburg en Hoevelaken bij Amersfoort werden gevoegd. De bevolkingsgroei kwam in een stroomversnelling toen in 1980 Amersfoort werd aangewezen als groeistad. In 1970 telde de stad 75.000 inwoners. In 2008 woonden er ruim 139.000 mensen in Amersfoort. In 2020 zijn dit er meer dan 157.000.
Amersfoort telde in 2008 68.017 mannen en 71.048 vrouwen. Van het totaal aantal inwoners van 139.065 waren 29.036 jonger dan 15 jaar, 93.746 tussen 15 en 64 jaar en 16.283 ouder dan 64 jaar. In 2007 was Nieuwland met 14.957 inwoners de grootste wijk van Amersfoort. In 2022 was Vathorst met ruim 27.000 inwoners de grootste wijk van de stad. In die wijk zijn vele voorzieningen gecreëerd, zoals sportvelden, scholen, winkels, een bedrijventerrein en het station Amersfoort Vathorst.
Niet alleen in Amersfoort-Noord is sprake van grootschalige bouwactiviteit. In het gebied ten noordoosten van treinstation Amersfoort, het Eemkwartier en het wijdere gebied Langs Eem en Spoor, worden ongeveer 3000 woningen gebouwd. In het gebied rondom de Hogeweg in het oosten van de stad verrijzen maximaal 870 woningen.

### Religie

#### Christendom
De eerste kerk in de omgeving is die van Villa Lisiduna (tegenwoordig Oud-Leusden) ten zuidwesten van de stad. Op deze plaats heeft vanaf 697 een kerk gestaan, lange tijd de parochiekerk voor de hele regio, ook Amersfoort. In 1826 was de toenmalige kerk in verval geraakt en is deze gesloopt, maar de toren is blijven staan.

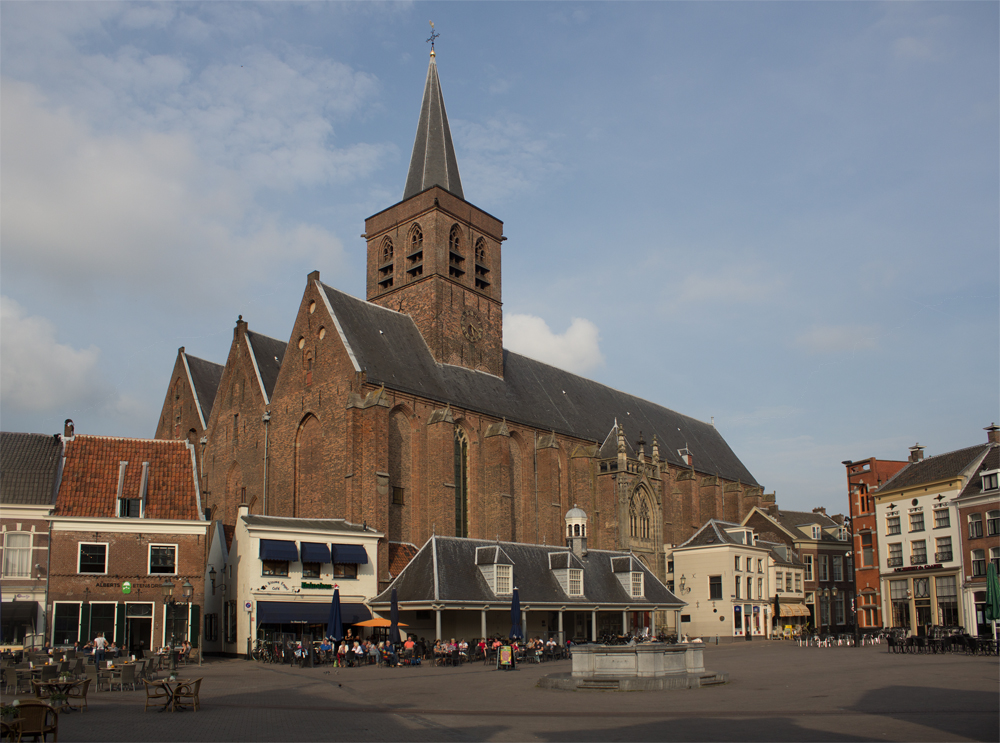
De Sint-Joriskerk en de Hof (2014)

De stad kreeg zijn eigen kerken in de 13e eeuw. De eerste zijn de Heilige Geestkapel (thans Lutherse kerk) en de Sint-Joriskerk. In de Middeleeuwen was Amersfoort een bedevaartsoord. De pelgrims kwamen vanwege het zogenaamde Mirakel van Amersfoort, een Mariabeeldje dat in 1444 onder wonderbaarlijke omstandigheden gevonden zou zijn en waaraan wonderen werden toegeschreven. De pelgrims veroorzaakten economische groei en met de opbrengsten uit de bedevaart werd de Onze Lieve Vrouwetoren (Lange Jan) gebouwd. Vanwege dit beeldje wordt nog steeds een ommegang gehouden.
Na de reformatie was Amersfoort een overwegend protestantse stad. Ook de band met het Oud-katholicisme was sterk, doordat in 1724 voormalige pastoor Cornelius Steenoven van de schuilkerk aan 't Zand, St. Georgius, tot aartsbisschop van Utrecht werd gewijd, maar later door de paus werd afgezet en in de ban gedaan, waardoor de Oudkatholieke Kerk ontstond.
Het protestante karakter van de stad werd eind 19e eeuw na de komst van grote kazernes nog versterkt, omdat beroepsmilitairen overwegend protestanten waren. Met de sluiting van de kazernes en de aanwijzing van Amersfoort als groeistad nam het aandeel van onkerkelijken in de stad in de 20e eeuw fors toe. Toch is er nog altijd sprake van een duidelijke protestante signatuur, ook vanwege de omliggende plaatsen die overwegend protestant zijn en de nabijheid van de Veluwse Bijbelgordel. Die signatuur blijkt uit een relatief groot aantal protestantse gemeenten, en door de aanwezigheid van een aantal protestantse instellingen, waaronder de Evangelische Hogeschool, die doelbewust hun band met Amersfoort onderhouden. De voornaamste kerk in het centrum, de St. Joris, is protestant. De kerken in Amersfoort hebben een eigen FM-kanaal.
In 2010 zijn de zeven Rooms-Katholieke parochies in Amersfoort, Hoogland en Hooglanderveen gefuseerd tot de Onze Lieve Vrouw van Amersfoort. In datzelfde jaar is de Protestantse Gemeente Amersfoort ontstaan, een fusie van de Hervormde, Gereformeerde en Lutherse wijkgemeenten, een gevolg van het ontstaan van de Protestantse Kerk in Nederland. Van 1991 tot 2017 huisvestte het landgoed Stoutenburg een gelijknamige milieuklooster, opgericht door de franciscaan Guy Dilweg.

#### Jodendom
In 1727 werd de synagoge aan de Drieringensteeg gesticht, die nog steeds bestaat, hoewel het interieur tijdens de oorlog geheel werd verwoest. Er komen zowel Sefardische als Asjkenazische Joden. In 1941 telde de Joodse gemeente ongeveer 700 leden. Van hen kwamen er 333 mensen om. In 1943 werd het interieur op last van de overheid gesloopt. De helft van de Joden viel ten prooi aan de Shoah (onderdeel van de Holocaust waarbij het om de Joden ging).
Anno 2009 is er een actieve orthodox-joodse gemeenschap in Amersfoort. Er zijn er twee rabbijnen woonachtig, namelijk rabbijn Shimon Evers, en rabbijn Binyomin Jacobs. Beiden zijn werkzaam voor het Interprovinciaal Opperrabbinaat. Er worden minstens eens per week synagogediensten gehouden. De religieuze gemeenschap organiseert zelf vervoer voor enkele kinderen die naar de orthodox-joodse school Cheider in Amsterdam-Buitenveldert gaan.

#### Islam
In Amersfoort zijn diverse moskeeën. De grootste zijn moskee El Fath in de wijk Liendert (Marokkaanse gemeenschap), gebouwd in 2007 naar ontwerp van architect Gerard Rijnsdorp, en de Mevlana Moskee in de wijk Kruiskamp (Turkse gemeenschap).

## Cultuur

### Stadsbeeld en bezienswaardigheden

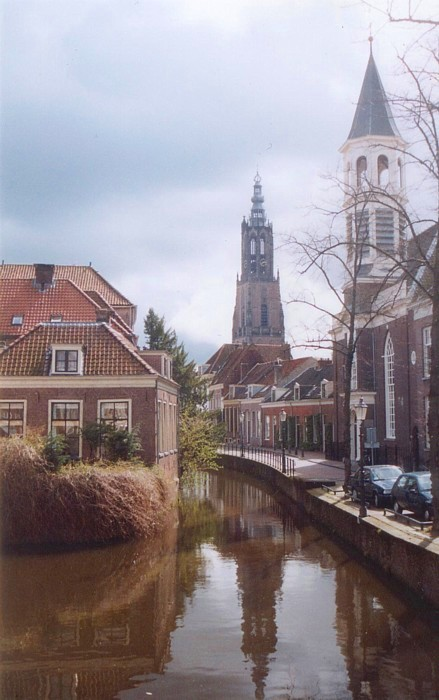
De Lange Gracht met op de achtergrond de Onze Lieve Vrouwetoren en op de voorgrond de op 22 oktober 2007 afgebrande Elleboogkerk

Amersfoort telt ruim 400 rijksmonumenten en twee stadsgezichten: Rijksbeschermd gezicht Amersfoort (binnenstad) en Rijksbeschermd gezicht Amersfoort - Bergkwartier (villawijk). De middeleeuwse binnenstad is opmerkelijk goed geconserveerd en bezit een grachtenstelsel. De Onze Lieve Vrouwetoren (door de Amersfoorters ook "Lange Jan" genoemd) is de belangrijkste blikvanger. Met zijn 98 meter is het de op twee na hoogste kerktoren van Nederland. De bijbehorende kerk ging bij een explosie in 1787 verloren.
De Onze Lieve Vrouwetoren is het centrale punt van het coördinatenstelsel van de Rijksdriehoeksmeting en was tot ca. 1970 ook de oorsprong (x = 0 m, y = 0 m) hiervan. Het wordt daarom wel het middelpunt van Nederland genoemd. Dit is in 1996 bij de toren zichtbaar gemaakt door twee metalen strips, waarvan één de x-as aangeeft en de ander de y-as. In het midden van de torenvloer is een markering aangebracht die het nulpunt aangeeft. Rond 1970 is de oorsprong om praktische redenen verschoven naar buiten Nederland zodat het punt nu exact de coördinaten x = 155 000 m, y = 463 000 m heeft.

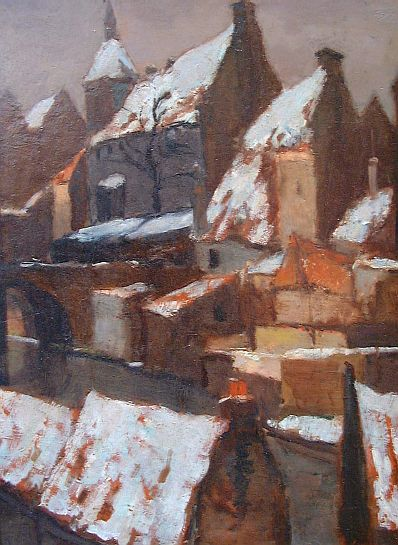
'Amersfoort'. Gezicht op het kerkje van Amersfoort. Marie Henri Mackenzie, olieverf op doek

De binnenstad heeft nog andere bezienswaardige kerken, zoals de Sint-Joriskerk aan de Hof en de rooms-katholieke Sint-Franciscus-Xaveriuskerk, ontworpen door architect F. Wittenberg. Ook de Sint-Aegtenkapel en de Oudkatholieke kerk H. Georgius zijn noemenswaardig. De Elleboogkerk, een neoclassicistische kerk uit 1820, werd tijdens een brand op 22 oktober 2007 verwoest. Er werd besloten tot een complete restauratie, die in 2014 werd voltooid.
Een belangrijke niet-religieuze bezienswaardigheid is de stadsmuur. De eerste stadsmuur werd gebouwd rond 1300. De Plompetoren was een onderdeel van de oudste muur. Hier werden vroeger de gevangenen gehouden. Tussen 1380 en 1451 werd een nieuwe stadsmuur gebouwd, die de stad tot in de 19e eeuw ruimschoots heeft kunnen omsluiten en die deels behouden is. Nadat de oudste stadsmuur haar functie had verloren werd deze gebruikt om huizen tegenaan te bouwen, Muurhuizen. Een voorbeeld van zo'n Muurhuis is het huis Tinnenburg. De binnenstad heeft ook een jongere stadsmuur.
De stad heeft daarnaast een aantal stadspoorten, zowel land- als waterpoorten. De meest bijzondere en bekendste is de Koppelpoort, die zowel land- als waterpoort is. Verder zijn er de Monnikendam (een waterpoort) en de Kamperbinnenpoort (een landpoort).
Bierbrouwerij De Drie Ringen is gevestigd in een voormalige stadsboerderij en brouwt op ambachtelijke wijze bier. Verder zijn het Hofje de Poth, een van de oudste hofjes in het land en het Sint-Pietersgasthuis noemenswaardige bezienswaardigheden.
Er worden stadswandelingen georganiseerd door het Gilde Amersfoort en rondvaarten in de Amersfoortse grachten door Stichting Waterlijn.
Buiten Amersfoort ligt sinds 1948 een dierentuin, het DierenPark Amersfoort, gelegen in het Bos Birkhoven, aan de westkant van de stad. Deze dierentuin trekt jaarlijks ongeveer 750.000 bezoekers (2008) en is daarmee de 16e attractie van Nederland, gerekend naar bezoekersaantallen.

### Kunst in de openbare ruimte
In de gemeente zijn diverse beelden, sculpturen en objecten geplaatst in de openbare ruimte.

### Musea

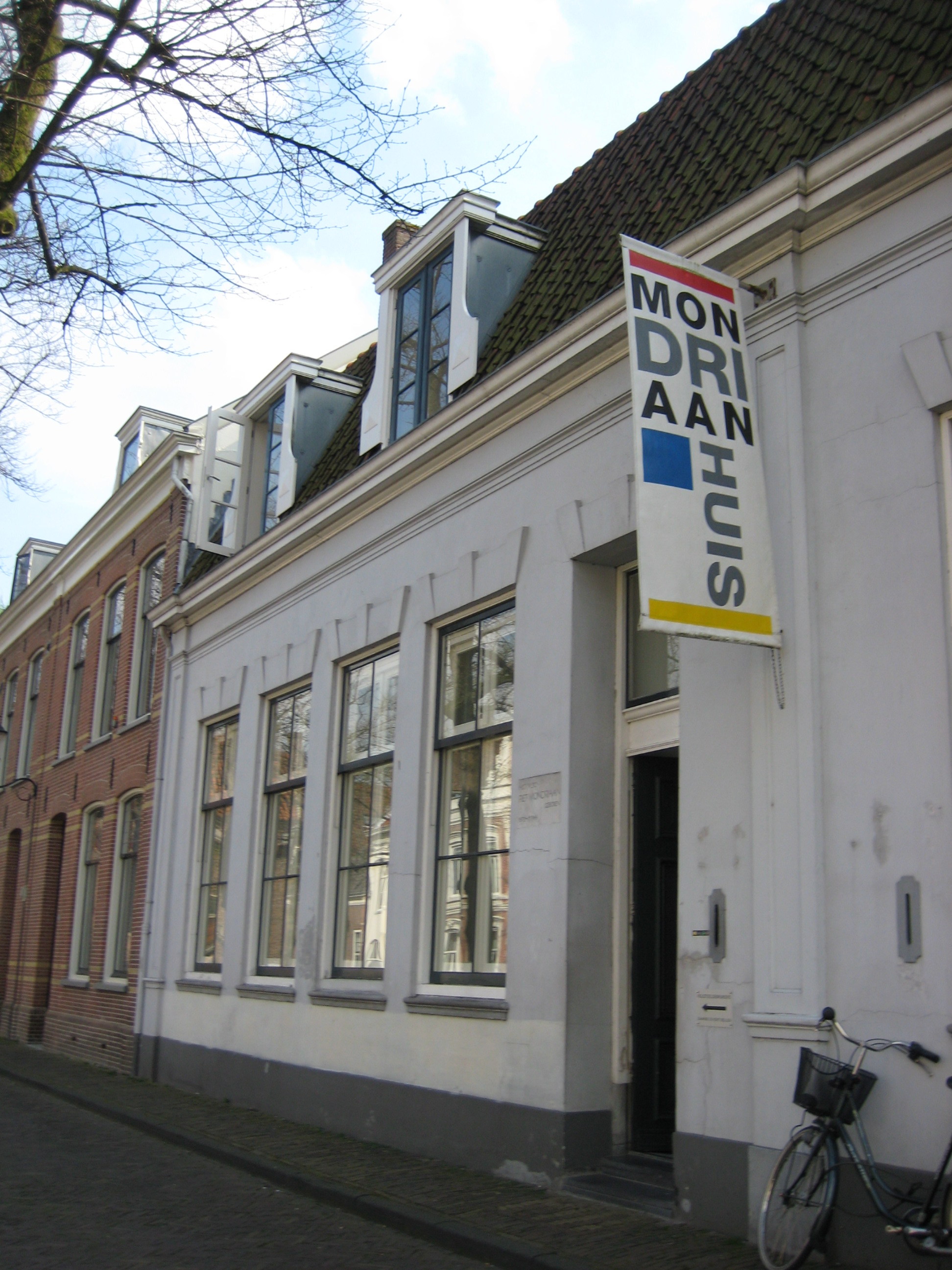
Het Mondriaanhuis, geboorteplaats van Piet Mondriaan en sinds 1994 een museum

Het historische stadsmuseum van Amersfoort is het Museum Flehite, waar een beeld wordt gegeven van de geschiedenis. In het geboortehuis van Piet Mondriaan bevindt zich het Mondriaanhuis, "museum voor Constructieve en Concrete Kunst". Het museum toont divers werk van Mondriaan, waaronder exemplaren van zijn geometrisch-abstracte werk, de stijl waar Mondriaan bekend om staat. Er wordt ook werk in die stijl van andere kunstenaars getoond. Een ander kunstmuseum is het Armando Museum, dat, zoals de naam al doet vermoeden, vooral werk van Armando vertoont. In 2007 woedde brand in het pand waarin het museum gevestigd was, de Elleboogkerk. Hierna werd het werk op diverse locaties geëxposeerd. De genoemde drie musea vormen, tezamen met Kunsthal KAdE, de Stichting Amersfoort in C.
Er zijn nog andere musea in de stad te vinden. Zo is er het Cavaleriemuseum, dat gewijd is aan de geschiedenis van Nederlandse cavalerie. De Zonnehof (ook wel het Rietveld Paviljoen genoemd) is een expositieruimte voor uiteenlopende kunstvormen. Het voormalige concentratiekamp Kamp Amersfoort heeft tegenwoordig ook een museale functie. Twee voormalige musea zijn het Vindselmuseum In Natura (t/m 2011) en het Culinair Museum (t/m 2010, de collectie is toegevoegd aan de Bijzondere Collecties van de Universiteit van Amsterdam).

### Stadsdichter
Amersfoort heeft officieel sinds 2007 een stadsdichter. De eerste stadsdichter was David van den Bosch. Hij werd opgevolgd door respectievelijk Arjen van der Linden, Cees van Weerd, Nynke Geertsma, Eva Vleeskruijer, Jacques de Waart en Twan Vet. De huidige stadsdichter is Tanja ter Brake die tot eind januari 2026 deze functie vervult.

### Uitgaansleven
Amersfoort heeft één groter theater, de Flint, tevens congrescentrum, enkele kleinere plus twee bioscoopcentra met meerdere zalen en een poppodium (Fluor, tot 2015 De Kelder). De horeca is sinds de jaren zeventig flink ontwikkeld met de pleinen de Hof en het Lieve Vrouwekerkhof als zwaartepunt. Er zijn een aantal jaarlijks terugkerende muziek- en theaterfestivals (zie hieronder). Daarnaast vindt Proef Amersfoort (vanaf 1996), een culinair evenement, elk jaar plaats op de Hof. Het Eemplein, met onder meer een Pathébioscoop (8 zalen), muziekschool, bibliotheek en horecagelegenheden is 31 oktober 2012 geopend.

### Folklore

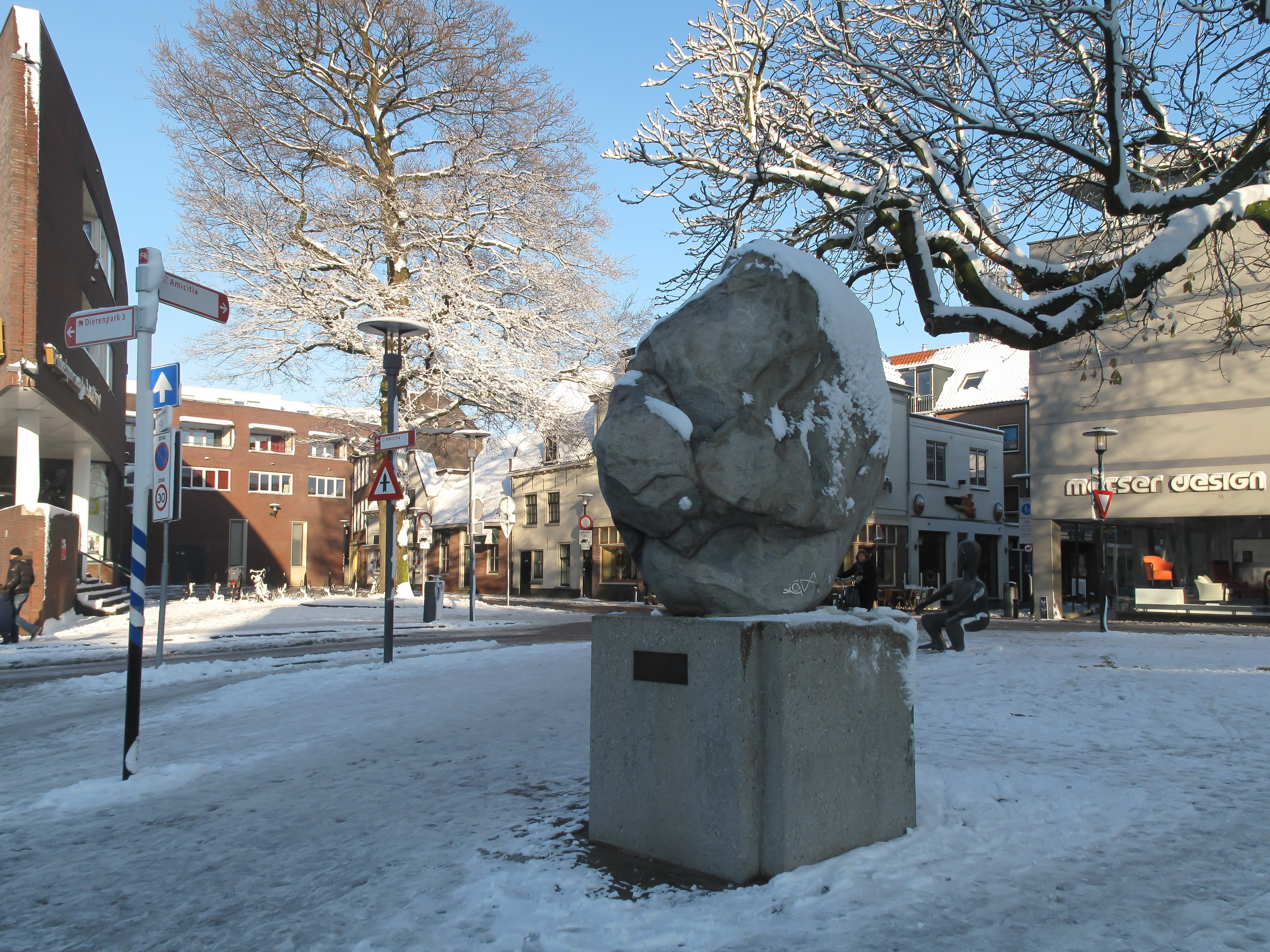
De Amersfoortse Kei

De Amersfoortse Kei heeft de stad en haar inwoners de bijnamen 'Keistad' en 'Keientrekkers' gegeven. Het verhaal over hoe deze kei in Amersfoort terecht is gekomen gaat als volgt: in 1661 sloot de dichter en jonkheer Everard Meyster een weddenschap af dat hij de Amersfoorters zo ver zou kunnen krijgen om een grote granieten zwerfkei vanaf de Utrechtse Heuvelrug naar de stad te slepen. Meyster wist de Amersfoorters in ruil voor bier en krakelingen te overtuigen en met een slee en trekkracht werd de kei de stad in gesleept, naar de Varkensmarkt, waar de kei op een sokkel werd gezet. Toen de Amersfoorters inzagen dat Meyster hen een onzinnig karwei had laten uitvoeren, werd de kei in de grond begraven. Meyster, die bevreesd was dat de ergernis van de bevolking hem persoonlijk zou raken vluchtte naar Utrecht. Hij vestigde zich in een huis dat hij De Krakeling noemde, naar de krakelingen die hij de Amersfoorters in het vooruitzicht had gesteld voor het verslepen van de kei. Het pand aan de straat genaamd Achter Sint Pieter, op de hoek van de straat die nu bekend staat als Keistraat, is vernoemd naar de Amersfoortse kei. In 1903, toen de schaamte van de Amersfoorters voor de blunder van hun voorouders geslonken was werd de kei opgegraven. Sinds 1953 bevindt de kei zich op zijn huidige plek: aan de Stadsring, bij de Arnhemsestraat.

### Media
In Amersfoort zijn diverse televisieseries opgenomen. Meest recentelijk zijn de opnames van de serie Oogappels (2019-) op diverse locaties in de stad. De tv-series Fort Alpha (1996-1997) en Rundfunk (2015-2016) werden opgenomen in en om het Constantinianum, dat deel uitmaakte van een kloostercomplex. Verder werden door de hele stad opnamen gemaakt, zoals in het middeleeuwse stadscentrum van Amersfoort, de vooroorlogse wijken Soesterkwartier en Nederbergkwartier en op het station Amersfoort. Al eerder werd van de serie Spijkerhoek (1989-1993) de seizoenen 1, 2, 5 en 6 opgenomen. Hiervoor werden veel buitenopnamen gemaakt in de historische binnenstad: de Appelmarkt, de Groenmarkt en op nabijgelegen historische plekken in de stad zoals het Havik.

### Festivals
Amersfoort is de bakermat van een aantal reizende straattheaterfestivals zoals "Boulevard of broken dreams" en "De Parade", beide bedacht door Terts Brinkhoff. Begonnen met Tractor Tournee in 1973 was Amersfoort een van de eerste steden met een dergelijk rondtrekkend straattheater festival.
Later volgden o.a. La Strada festival, Festival Etcetera, Street Arts festival Spoffin (vanaf 1981) en Theater Terras (vanaf 1974). Ook op het gebied van muziekfestivals heeft Amersfoort een rijke historie. Sinds 1977 vindt jaarlijkse in mei Amersfoort Jazz plaats, gevolgd door Dias Latinos (vanaf 1996 in augustus) en het Smartlappenfestival (vanaf 2000 in april).
Het Highlands Bluesfestival in Hoogland bestond vijf jaar (2008-2013) maar moest stoppen vanwege slechte bezoekersaantallen (ze kampten meerdere jaren met slecht weer). Op het gebied van popmuziek noemen we hier o.a. Het Torenfestival (later Torenpop) en Into the woods (elektronische muziek in het bos Birkhoven).

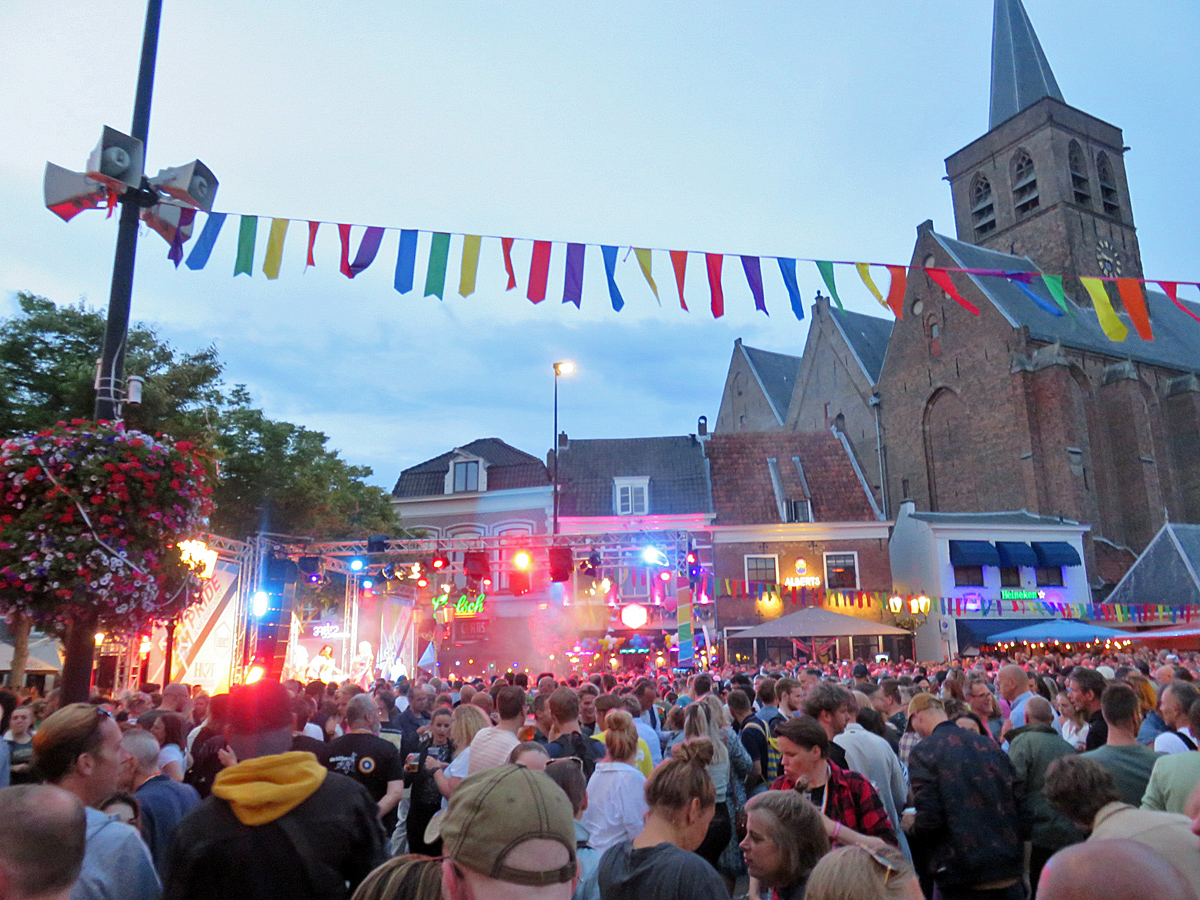
Openluchtfeest op de Hof tijdens Pride Amersfoort in 2022

Een bijzondere loot aan de festivalboom is het concept 'Gluren bij de buren' waarbij, door de hele stad verspreid, optredens in huiskamers plaatsvinden. In de zomer vindt een dergelijk festival plaats onder de titel 'Struinen in de tuinen'. Naast Amersfoort vindt dit festival ook plaats in Nieuwegein, Woerden, Zoetermeer, Utrecht, Gooise Meren, Haarlem en Zutphen.
In 1982 en 2010 werd de Roze Zaterdag in Amersfoort gehouden. Sinds 2003 vindt eind juli ook een jaarlijkse Gay Pride Parade plaats, aanvankelijk onder de naam Gaypride Amersfoort, sinds 2022 als Pride Amersfoort. Dit evenement omvat uiteenlopende activiteiten voor en door lhbt-ers, waaronder een kleine Pride Walk en een openluchtfeest op de Hof.

## Defensie

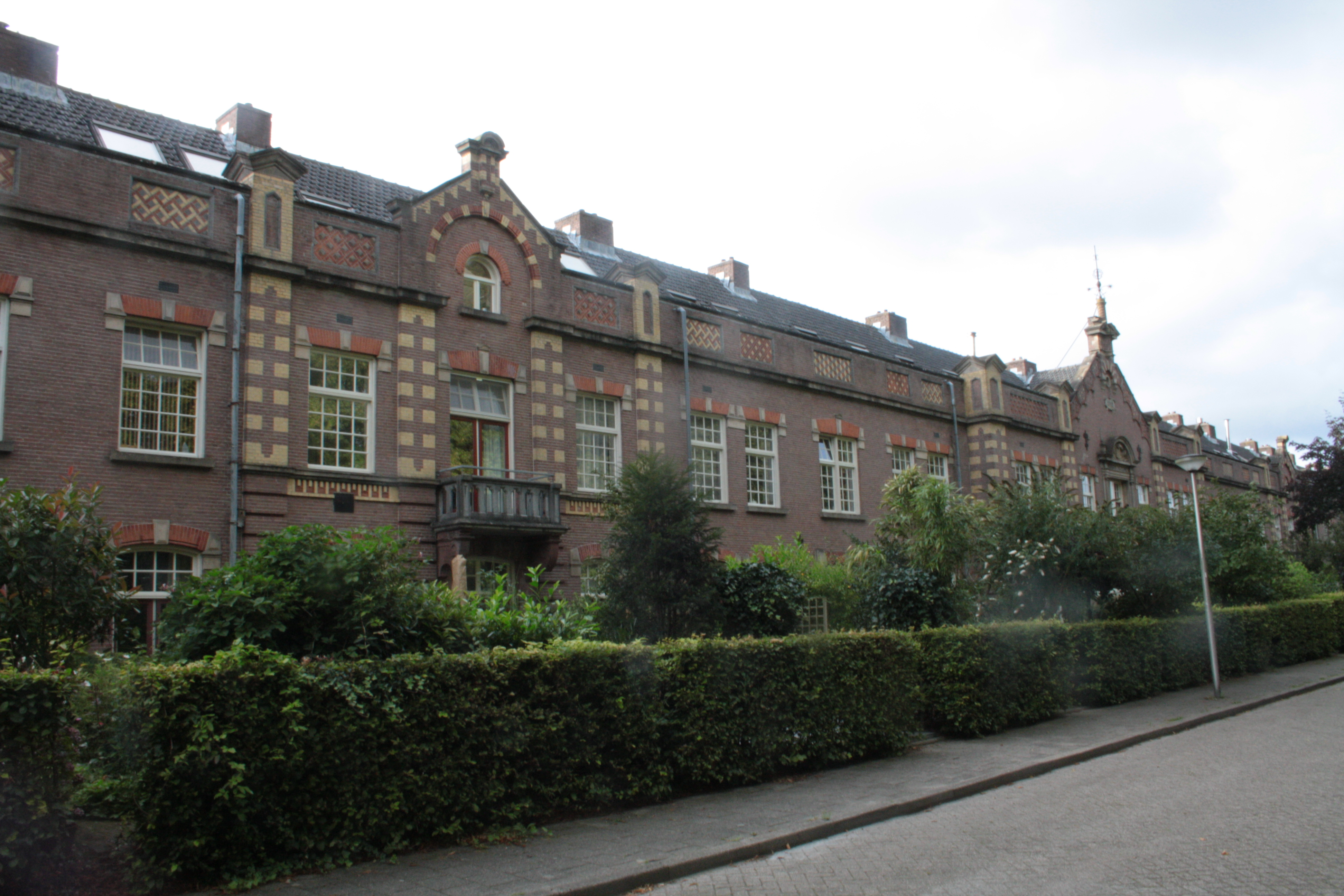
Gebouwen van de Juliana van Stolbergkazerne

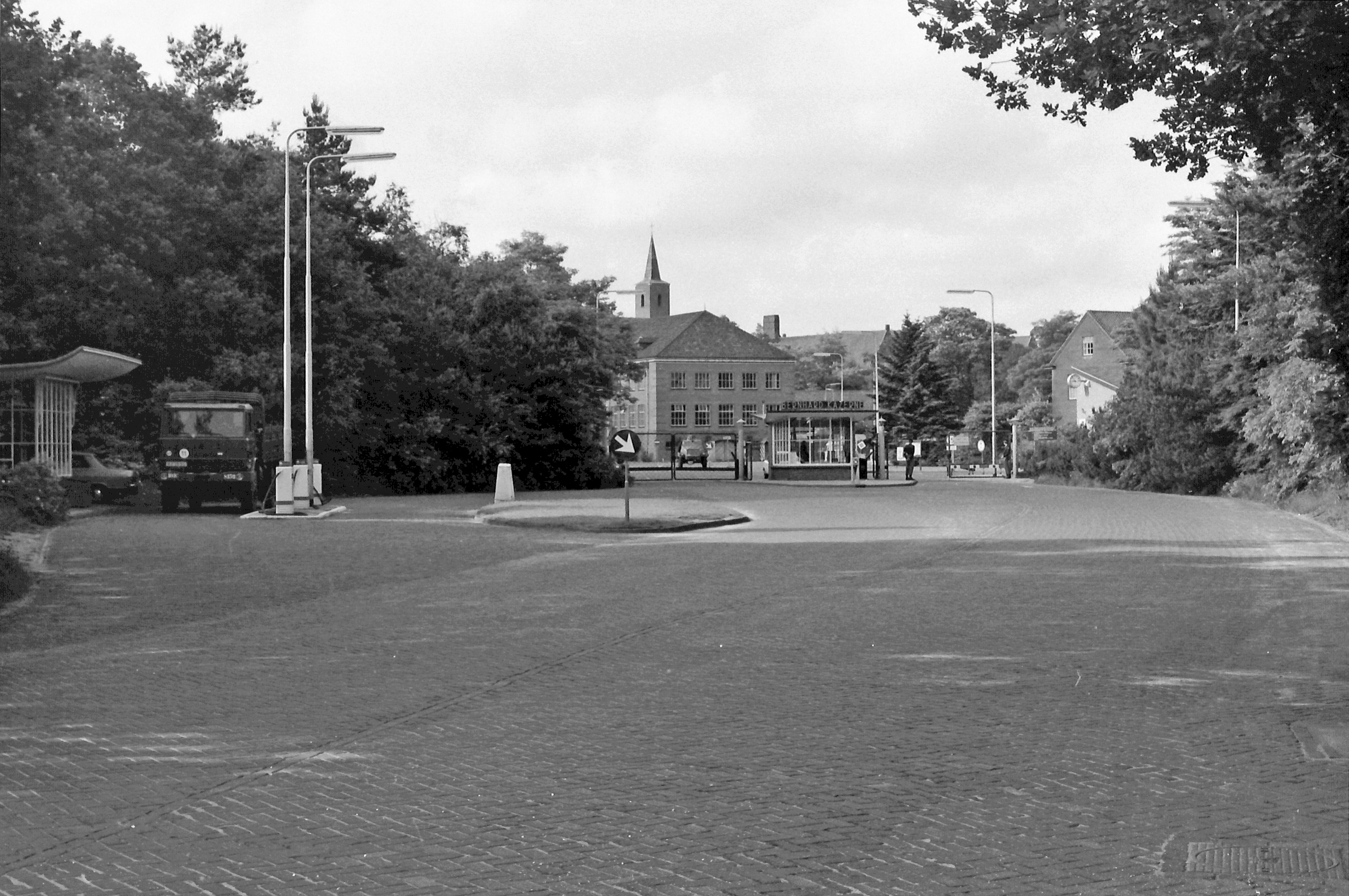
Amersfoort toegang Bernhardkazerne, OCC, 1979

Amersfoort was vanaf ongeveer 1860 tot 1980 een van de belangrijkste garnizoenssteden van Nederland. In 1939 zelfs de grootste. De groei kwam na een regeringsbesluit omstreeks 1870 om Amersfoort wegens zijn centrale ligging, de Hollandse Waterlinie, de nabijheid van oefenterreinen (Vlasakkers, Leusderheide) en de lage grondprijs uit te breiden met kazernes, vooral van het wapen der Cavalerie van de Koninklijke Landmacht. In totaal werden er acht kazernes gebouwd en kreeg de Koninklijke Marechaussee er ook een vestiging. Daarnaast verrezen er nog eens tien militaire of semimilitaire instellingen (daaronder niet begrepen Kamp Amersfoort). De militaire aanwezigheid had een grote invloed op de groei van de stad en haar economische ontwikkeling.
De volgende kazernes bevonden zich op enig moment in Amersfoort (inclusief instellingen die intussen door gemeentelijke grenswijzigingen niet meer in Amersfoort liggen, maar er militair gezien altijd onder geressorteerd hebben):
- Juliana van Stolberg-, 1889-1978 (onderverdeeld in de volgende kazernes alle gelegen aan de Leusderweg)
  - Willem Kazerne, 1889-1980 (hoofdgebouw nu burgerwoningen)
  - Lodewijk Kazerne, 1890-1980 (hoofdgebouw nu burgerwoningen)
  - Hendrik Kazerne, 1892-1980 (hoofdgebouw nu burgerwoningen)
  - Adolf Kazerne, 1891-1980 (hoofdgebouw nu burgerwoningen)
- Kamp Bokkeduinen, Kazerne II en III
- Barakkenkamp "De Vlasakkers"
- Prins Willem III-kazerne (cavalerie), aan de Heiligenbergerweg, 1883-1978 (gesloopt; nu woningen). In een gebouw dat niet is gesloopt is sinds 2021 De WAR gevestigd.
- Bernhardkazerne, vroeger ook wel "het OCC" genoemd (Opleidingscentrum Cavalerie), Barchman Wuytierslaan 198, 1939-heden (zie ook organisatie Koninklijke Landmacht)

Onder de andere militaire instellingen die de stad heeft gekend, zijn onder meer een aantal militaire tehuizen, een militair hospitaal, een interneringskamp en een vrouwenkamp.
De afbouw van de militaire instellingen begon bij de afschaffing van de dienstplicht. Daarna volgde vanwege het einde van de Koude Oorlog een verdere inkrimping van het Nederlandse leger. Mede als compensatie voor dit aanzienlijke verlies aan banen kreeg Amersfoort de status van groeikern in 1978. Tegenwoordig is van de kazernes alleen nog de Bernhardkazerne in bedrijf. Op deze kazerne bevindt zich het Cavaleriemuseum.

## Economie

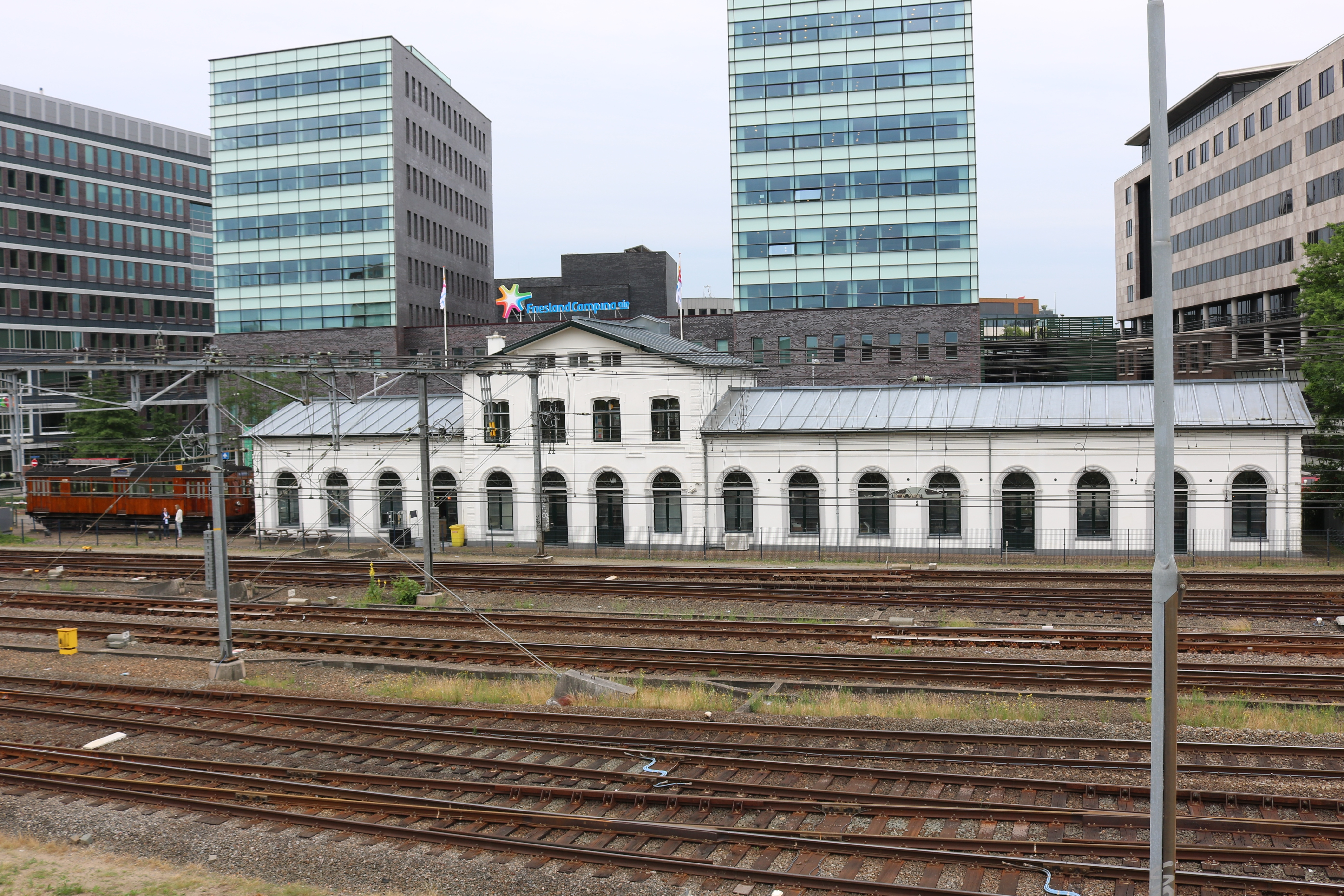
Kantoorpanden achter het oude stationsgebouw

Amersfoort heeft zijn economische positie vooral te danken aan zijn ligging als knooppunt op de routes oost-west en noord-zuid. De mogelijkheid om redelijk voordelig te bouwen was een ander belangrijk punt.
De stad had in de Middeleeuwen een bijzonder groot aantal brouwerijen en een belangrijke textielnijverheid. De stad beleefde in de 18e eeuw een bloeiperiode dankzij de tabaksteelt. De komst van de spoorlijn naar Utrecht in 1863 was eveneens een grote impuls. De regiofunctie van de stad nam toe en de wagenwerkplaats, die in 1904 werd geopend, zorgde voor veel werkgelegenheid.
De Amersfoortse economie bleef na de oorlog wat achter maar is na 1970 sterk gegroeid door aanwijzing als groeikern. Enkele grote bedrijven en instellingen hebben er hun hoofdkantoren, zoals de verzekeraars de Amersfoortse en voedingsconcern Nutreco. Van de sterke bouwactiviteit profiteerde ook de in Amersfoort gevestigde aannemer Meeús.
In 1990 verplaatste de Kamer van Koophandel Gooi- en Eemland, destijds gevestigd in Hilversum (lange tijd de economische concurrent van Amersfoort), zijn hoofdkantoor naar Amersfoort, wegens onoplosbare verkeersperikelen in Hilversum. In 2008 ging deze KvK op in de KvK Gooi-, Eem- en Flevoland, die Almere als vestigingsplaats kreeg. Een vernieuwing van het stationsgebied met de bouw van een groot nieuw station vanaf 1992 trok vele bedrijven naar het centrum.
Bekende bedrijven die in Amersfoort hun hoofdkantoor hebben zijn verzekeraar de Amersfoortse (ASR), hotelketen Best Western, veilinghuis BVA Auctions, zuivelcoöperatie FrieslandCampina, casino-onderneming Krijco, het NS Stations Retailbedrijf, voedingsproducent Nutreco, lift- en roltrapbouwer Otis, openbaarvervoerbedrijf Qbuzz, afvalverwerker Reym, advies- en ingenieursbureau Royal HaskoningDHV, Trans Link Systems (uitgever van de OV-chipkaart), consultancybureau Twynstra Gudde, consultancy bureau, bouwonderneming VolkerWessels, en elektrotechniek- en softwarebedrijf Yokogawa.
Amersfoort heeft twee "broedplaatsen": De Nieuwe Stad, een bedrijventerrein ten noorden van het centrum, waar "start-ups" en andere bedrijven gehuisvest zijn, en het meer alternatieve De WAR, in een deel van de voormalige Prins Willem III-kazerne.

## Instellingen

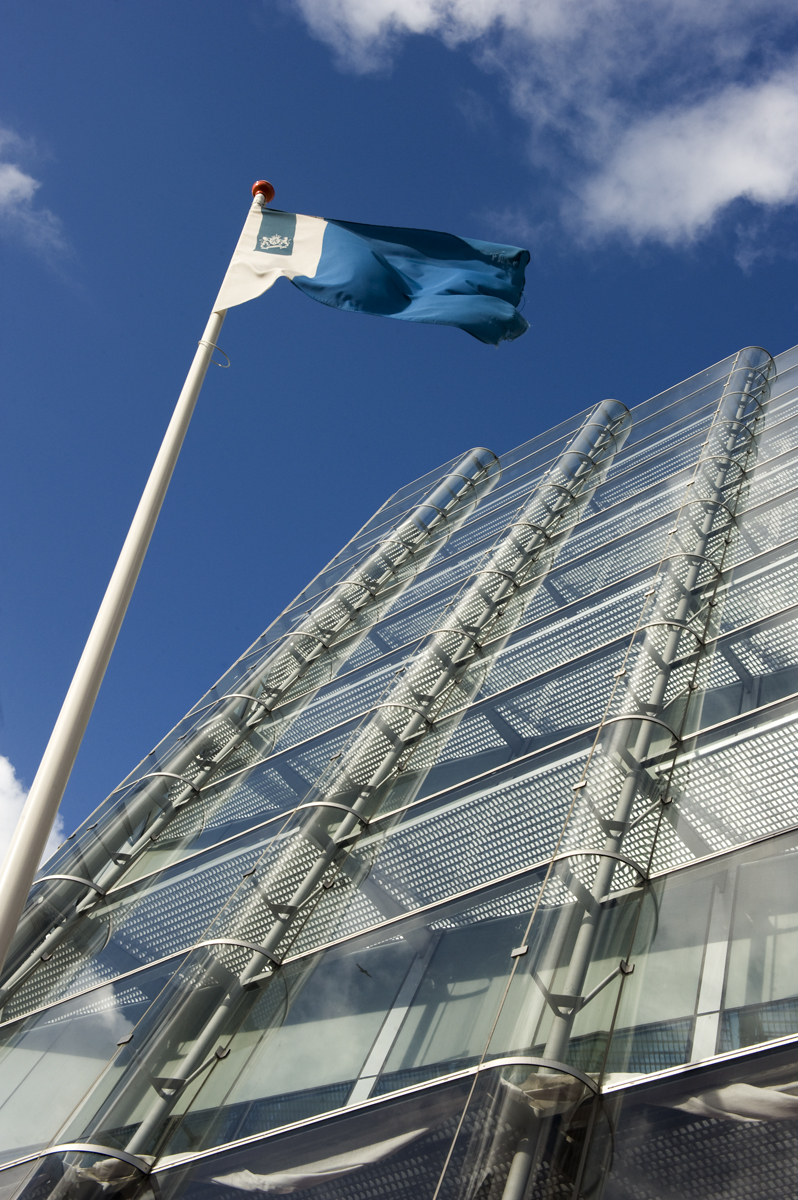
Het hoofdkantoor van de Rijksdienst voor het Cultureel Erfgoed staat in Amersfoort

Daarnaast huisvest Amersfoort vanwege zijn centrale ligging van oudsher een aantal nationale verenigingen, stichtingen en instellingen, zoals:
- ChristenUnie
- Cliniclowns Nederland
- Diabetes Fonds
- ECABO, kenniscentrum beroepsonderwijs en bedrijfsleven
- GGZ Nederland, branchevereniging voor instellingen voor ggz en verslavingszorg
- Jachtopleidingen Nederland, Stichting
- KNLTB, tennis
- KNGF, Koninklijk Nederlands Genootschap voor Fysiotherapie
- KNPV, Koninklijke Nederlandse Politiehond Vereniging
- Koninklijke Landmacht, Bernhardkazerne, Opleiding en Trainingscentrum Manoeuvre (voorheen het Opleidingscentrum Cavalerie)
- Nederlandse Associatie voor Praktijkexamens, Stichting voor onderwijs en examens in boekhouding en administratie
- NBBU, Nederlandse Bond van Bemiddelings- en Uitzendondernemingen
- Nes Ammim Nederland, stichting voor contact Nederland-Israël
- NVA, verzekeraars
- NVF Nederlandse Vereniging van Hoofdpijnpatiënten
- NVVH Nederlandse Vereniging van Huisvrouwen
- Rijksdienst voor het Cultureel Erfgoed
- ROVER (Vereniging Reizigers Openbaar Vervoer)
- Socialistische Partij
- Stichting Archeologische Monumentenwacht Nederland
- Stichting Landelijk Fietsplatform
- STMW Stichting Tegen Medische Willekeur
- VEH, Vereniging Eigen Huis (huiseigenaren)
- Vrouwen voor Vrede Stichting Steunfonds

## Verkeer en vervoer

### Spoorwegen

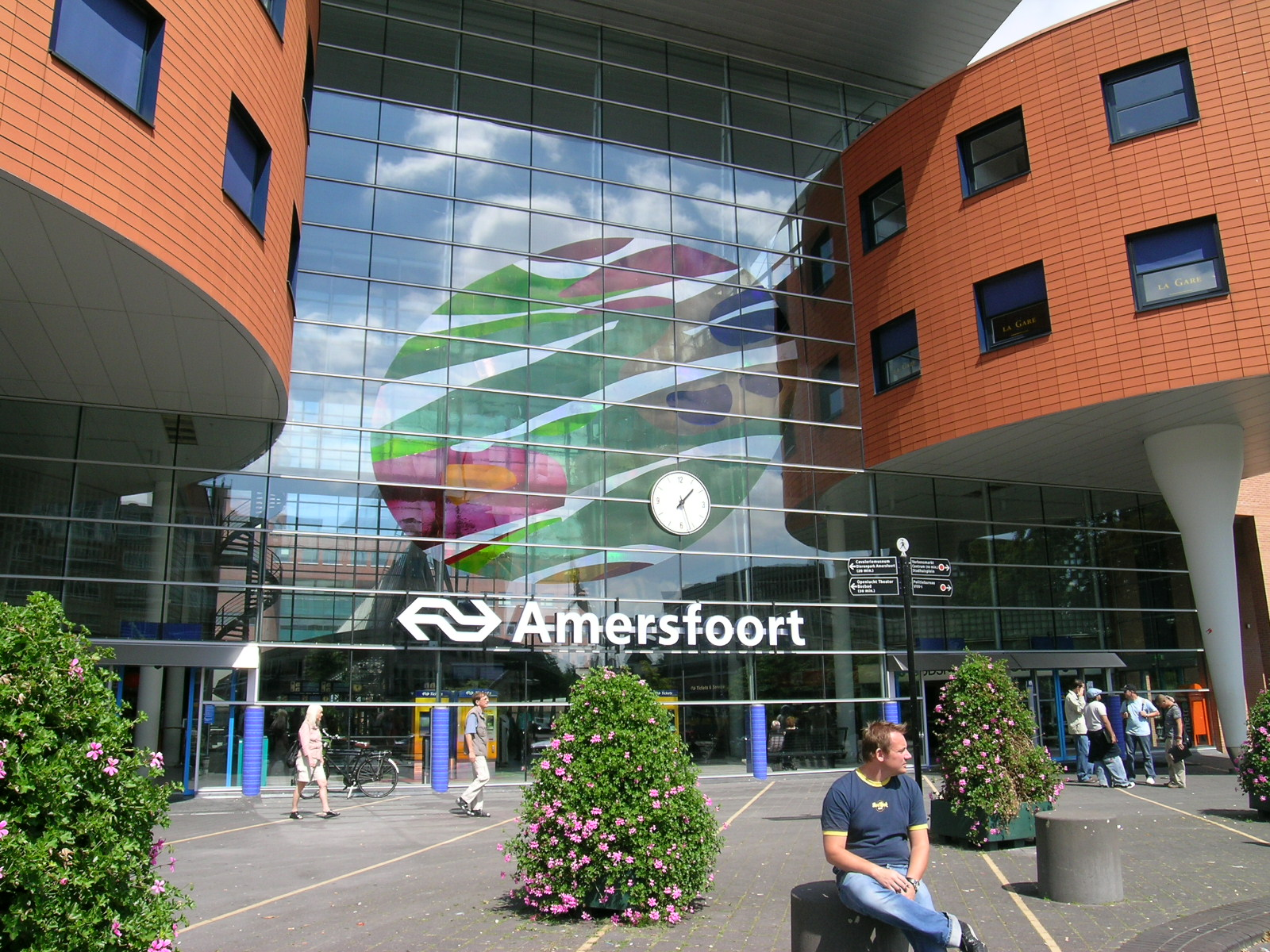
Station Amersfoort Centraal

Amersfoort is een belangrijk spoorwegknooppunt, door de centrale ligging en door de kruising van de lijnen Amsterdam-Deventer en Zwolle-Utrecht. In 1904 werd de Wagenwerkplaats geopend, waar goederenwagons werden hersteld. De werkplaats is tot 2000 in gebruik geweest. Het spoorwegemplacement ter plaatse is een van de grootste in Nederland. Nabij het station ligt het nieuwere opstelterrein voor reizigerstreinen Bokkeduinen. De oude opstelsporen worden gebruikt voor goederenvervoer, zodat de beide vervoersstromen gescheiden kunnen blijven.
In de jaren 1992-1998 werden het reizigersstation en het stationsplein van Amersfoort geheel verbouwd. In het kader van het Rail 21-plan werden onder andere een nieuw stationsgebouw gebouwd en een derde eilandperron aangelegd bij Station Amersfoort en werd het aantal sporen op twee lijnen vergroot (spoorverdubbeling tussen Amersfoort en Schothorst waardoor het treinverkeer vier sporen ter beschikking kreeg). Ook kwam er een fly-over ('vrije kruising') bij Amersfoort Aansluiting, ten oosten van het station, waar de sporen richting Zwolle en richting Deventer splitsen. Een dive-under aan de westzijde is in 2012 opgeleverd om een aantal knelpunten in de dienstregeling op te kunnen heffen.
Op 15 december 2019 kreeg station Amersfoort de toevoeging "Centraal". Naast station Amersfoort Centraal telt de gemeente nog drie stations: Amersfoort Schothorst, Amersfoort Vathorst en Hoevelaken. Station Schothorst werd op 30 mei 1987 geopend voor o.a. de wijk Schothorst. Station Vathorst werd op 27 mei 2006 geopend voor de nieuwe wijk Vathorst. Op 9 december 2012 opende ten zuiden van het tot de gemeente Nijkerk behorende Hoevelaken het gelijknamige station. De drie stations worden door sprinters bediend; op station Schothorst begint/eindigt de intercity direct naar Amsterdam Zuid, Schiphol, Rotterdam en Breda.
In Amersfoort is ook het opleidingscentrum van de Nederlandse Spoorwegen, direct gelegen naast station Amersfoort Centraal. Men beschikt hier over twee treinsimulators. Eén is van een VIRM- en de andere is van een SLT-trein.

### Weg- en waterverbindingen
Amersfoort heeft sinds eind jaren zestig een ringweg. De stad ligt aan de A1 naar Hilversum, Amsterdam, Hengelo, Duitsland en de A28 naar Utrecht en Zwolle. Op het knooppunt Hoevelaken, dat ten noordoosten van de stad ligt, komen deze autosnelwegen bij elkaar.
Er is een binnenhaven die via de Eem toegang geeft tot het Eemmeer.
Het grootste deel van de busdiensten wordt uitgevoerd door Syntus Utrecht. Enkele interlokale busdiensten worden verzorgd door Qbuzz (onder de naam U-OV).

## Onderwijs, sport en recreatie

### Onderwijs
In Amersfoort is het SOMT University of Physiotherapy gevestigd en er zijn vestigingen van enkele hogescholen.
Onder andere de volgende scholen voor algemeen voortgezet onderwijs zijn aanwezig:
- 't Atrium (mavo, havo, vwo)
- Axia college (speciaal onderwijs)
- Corderius College (mavo, havo, vwo, gymnasium)
- De Amersfoortse Berg (havo, vwo)
- De Baander (praktijkonderwijs)
- De Kampanje (opgeheven in 2014)
- Farel College (mavo, havo, vwo, ttomhv)
- GSG Guido de Brès (vmbo, havo, vwo)
- Het Nieuwe Eemland (mavo, havo, vwo)
- Hoornbeeck College (mbo)
- MAVO Muurhuizen (mavo)
- 't Hooghe Landt (mavo, havo, vwo)
- Mondriaanschool (?)
- Prisma College (speciaal onderwijs)
- Stedelijk Gymnasium Johan van Oldenbarnevelt (gymnasium)
- Van Lodenstein College (vmbo, havo, vwo)
- Vathorst College (mavo, havo, vwo)

Er zijn ook specifieke of beroepsopleidingen:
- SOMT University of Physiotherapy
- Het Element - Taalcentrum
- De Kampanje - school voor persoonlijk ondernemerschap
- Evangelische Hogeschool
- Hogeschool Utrecht
- Amarantis
- ROC Midden Nederland
- Wellantcollege
- MBO Amersfoort

### Basisonderwijs
In Amersfoort zijn er 51 basisscholen en in totaal ruim 14.600 basisschoolleerlingen. Amersfoort heeft een rijk aanbod met veel verschillende onderwijsconcepten. Er zijn openbare basisscholen, rooms-katholieke, protestants-christelijke, algemeen bijzondere en gereformeerde basisscholen.

### Sport en recreatie
- Het landelijk hoofdkantoor van de tennisbond KNLTB was, tot de verhuizing naar Amstelveen in augustus 2019, in Amersfoort gevestigd. Amersfoort herbergt ook de tennisclubs ALTA Amersfoort, LTV Flehite, LTC Volta, Metgensbleek, 't Stort, TV Nieuwland, TC Hoogland, TV Hooglanderveen, LTV Vathorst, TV Soesterkwartier en LTV Randenbroek. Onder de samenwerking ITA tennis033 werken ze samen. Het Open Nederlands Tenniskampioenschap (Dutch Open) vond enkele jaren in Amersfoort plaats. Sinds 2017 is er de " new dutch open" met het ITF beachtoernooi op 't Stort beach. Naast de KNLTB was ook het hoofdkantoor van de KNSB gevestigd (is sinds 11 december 2012 verhuisd naar de Utrecht).
- Amersfoort heeft lange tijd een voetbalclub gehad die uitkwam in de Eerste divisie. Dat was de Hollandia-Victoria Combinatie, oftewel HVC. HVC speelde zijn wedstrijden in een bescheiden stadion op sportpark Birkhoven. De club heeft een aantal beroemde spelers voortgebracht als de latere bondscoach Jan Zwartkruis, keeper Piet Schrijvers, en de veldspelers Henk Wery, Mosje Temming en Ron Spelbos. De profsectie van HVC werd in 1973 omgedoopt in SC Amersfoort. Die club heeft nog tot 1982 doorgespeeld, waarna het definitieve eind kwam voor het Amersfoorts betaald voetbal. Momenteel is VV Hoogland de hoogst spelende voetbalvereniging binnen de gemeentegrenzen. Het eerste elftal van deze vereniging komt met ingang van het seizoen 2018/2019 uit in de hoofdklasse van het zondagvoetbal (vierde divisie).
- Judo heeft in Amersfoort jaren een rol van betekenis gespeeld. Door Boersma Sport, tegenwoordig Judoschool Herman Boersma, zijn er diverse Nederlandse en internationale kampioenen opgeleid. Daarnaast oefenden de kampioenen Theo Meijer en Anton Geesink ook bij Boersma Sport. Vandaag de dag is judo weer in opkomst. Theo Meijer heeft een sportschool in het naastgelegen Leusden en Sportinstituut Hoogland en Judoschool Midden verzorgen ook lessen in judo. Daarnaast bestaat er een regionaal samenwerkingsverband, genaamd JuSeiDo.
- In 2009 werd de afsluitende tijdrit van de wielerronde Eneco Tour in Amersfoort gehouden; deze werd gewonnen door de Noor Edvald Boasson Hagen. In augustus 2011 vond de proloog van dezelfde wiellerronde in de wijk Vathorst plaats. Ditmaal was de Amerikaan Taylor Phinney de snelste.
- Amersfoort heeft een van de weinige traditionele Militaire Ruitersportcentra van Nederland. Militair Ruitersportcentrum Marcroix bevindt zich op de Bernhardkazerne in Amersfoort. Het ruitersportcentrum maakte voorheen altijd deel uit van het Opleidingscentrum Cavalerie (OCC) en nu van het huidige Opleiding en Trainingscentrum Manoeuvre.
- De Rugbyclub Eemland speelt sinds 1975 in Amersfoort. De club heeft een eredivisieteam, dat in het seizoen 2010/2011 op een vijfde plaats in de competitie wist te eindigen. Ook de Amersfoortse badmintonvereniging BCA (Badminton Combinatie Amersfoort) speelt in de hoogste Nederlandse divisie. Het eerste herenelftal van de Amersfoortse Mixed Hockey Club komt uit in de overgangsklasse A, het op een na hoogste competitieniveau in het Nederlandse Hockey. Er is ook een badmintonclub in Amersfoort Noord (BAN). Een bekende zwem- en polovereniging is ZPC Amersfoort. In Amersfoort is sinds 1961 ook de honkbal- en softbalvereniging BSC Quick gevestigd die een eigen accommodatie heeft op het sportpark Dorrestein.
- Dwars door Amersfoort loopt de Europese wandelroute E11, ter plaatse ook wel Marskramerpad geheten. Vanaf Soestduinen via het bos Birkhoven loopt de route door het historisch centrum en vervolgt via onder andere het Valleikanaal richting Terschuur.
- Op zaterdag 20 augustus 2022 liep de route van de tweede etappe (van 's-Hertogenbosch naar Utrecht) van de Ronde van Spanje 2022 door Amersfoort.[18]

## Politiek en bestuur
In de stad is een zittingslocatie van de Rechtbank Midden-Nederland.
De gemeente heeft sinds 1 januari 2009 een gemeentelijke ombudsman voor de behandeling van klachten tegen de gemeente, als deze die klachten niet bevredigend oplost.

### Samenstelling gemeenteraad
De gemeenteraad van Amersfoort bestaat sinds 1994 uit 39 zetels. Hieronder de behaalde zetels per partij bij de gemeenteraadsverkiezingen sinds 1973.
| Partij                   | 1973 | 1978 | 1982 | 1986 | 1990 | 1994 | 1998 | 2002 | 2006 | 2010 | 2014 | 2018 | 2022 |
| ------------------------ | ---- | ---- | ---- | ---- | ---- | ---- | ---- | ---- | ---- | ---- | ---- | ---- | ---- |
| D66                      | 1    | 3    | 2    | 2    | 8    | 9    | 5    | 2    | -    | 5    | 9    | 6    | 6    |
| GroenLinks               | -    | -    | -    | -    | 6    | 4    | 5    | 4    | 4    | 5    | 3    | 6    | 6    |
| CDA                      | 10   | 15   | 12   | 12   | 9    | 7    | 7    | 6    | 5    | 4    | 4    | 6    | 5    |
| VVD                      | 10   | 7    | 10   | 7    | 5    | 8    | 9    | 7    | 6    | 6    | 5    | 6    | 4    |
| ChristenUnie             | -    | -    | -    | -    | -    | -    | -    | 3    | 3    | 3    | 5    | 4    | 4    |
| Amersfoort2014           | -    | -    | -    | -    | -    | -    | -    | -    | -    | -    | 1    | 3    | 4    |
| SP                       | -    | -    | -    | -    | -    | -    | -    | 3    | 3    | 2    | 4    | 3    | 2    |
| PvdA                     | 9    | 10   | 8    | 12   | 6    | 6    | 9    | 6    | 10   | 6    | 5    | 2    | 2    |
| PvdD                     | -    | -    | -    | -    | -    | -    | -    | -    | -    | -    | -    | -    | 2    |
| Burger Partij Amersfoort | -    | -    | -    | -    | -    | -    | -    | 2    | 5    | 7    | 2    | 2    | 1    |
| DENK                     | -    | -    | -    | -    | -    | -    | -    | -    | -    | -    | -    | 1    | 1    |
| Lijst Noëlle Sanders     | -    | -    | -    | -    | -    | -    | -    | -    | -    | -    | -    | -    | 1    |
| Amersfoort voor Vrijheid | -    | -    | -    | -    | -    | -    | -    | -    | -    | -    | -    | -    | 1    |
| OPA                      | -    | -    | -    | -    | -    | -    | -    | -    | -    | -    | 1    | -    | -    |
| Trots op Nederland       | -    | -    | -    | -    | -    | -    | -    | -    | -    | 1    | -    | -    | -    |
| Jouw Amersfoort          | -    | -    | -    | -    | -    | -    | -    | -    | 3    | -    | -    | -    | -    |
| Leefbaar Amersfoort      | -    | -    | -    | -    | -    | -    | -    | 4    | -    | -    | -    | -    | -    |
| Hart voor Amersfoort     | -    | -    | -    | -    | -    | -    | -    | 1    | -    | -    | -    | -    | -    |
| GPV/RPF/SGP              | 2    | 1    | 2    | 2    | 3    | 3    | 4    | -    | -    | -    | -    | -    | -    |
| CD                       | -    | -    | -    | -    | -    | 2    | -    | -    | -    | -    | -    | -    | -    |
| Progressief Amersfoort   | 2    | 1    | 3    | 2    | -    | -    | -    | -    | -    | -    | -    | -    | -    |
| CPN                      | 1    | -    | -    | -    | -    | -    | -    | -    | -    | -    | -    | -    | -    |
| RKPN                     | 1    | -    | -    | -    | -    | -    | -    | -    | -    | -    | -    | -    | -    |
| Volkspartij Hoogland     | 1    | -    | -    | -    | -    | -    | -    | -    | -    | -    | -    | -    | -    |
| Totaal                   | 37   | 37   | 37   | 37   | 37   | 39   | 39   | 39   | 39   | 39   | 39   | 39   | 39   |

### Samenstelling college van B&W
Coalitie voor 2022-2026 bestaat uit D66, GroenLinks, CDA, ChristenUnie en Partij voor de Dieren. College van burgemeester en wethouders per 5 juli 2022:
De volgende personen maken deel uit van het bestuur:
| College van burgemeester en wethouders | College van burgemeester en wethouders             | College van burgemeester en wethouders |
| -------------------------------------- | -------------------------------------------------- | --- |
| Burgemeester                           | Lucas Bolsius (CDA)                                | - Algemeen bestuur en juridische zaken - Public Affairs - Veiligheid en handhaving - Asielopvang |
| Wethouders                             | Micheline Paffen-Zeenni (CDA, 1 fte)               | - 1e locoburgemeester - Wmo, wijkteams en sociale basisinfrastructuur - Volksgezondheid - Diversiteit en toegankelijkheid - Interbestuurlijke samenwerking - Gemeentelijke organisatie - Nieuw stadhuis - Wijkwethouder: Nieuwland, Hoogland en Kattenbroek |
| Wethouders                             | Astrid Janssen (GroenLinks, 1 fte)                 | - 2e locoburgemeester - Wonen - Spoorzone Langs Eem en Spoor - Energietransitie - Wijkwethouder: Soesterkwartier, Randenbroek en Schuilenburg |
| Wethouders                             | Willem-Jan Stegeman (D66, 1 fte)                   | - Financiën - Economie en circulariteit - Stadshart/Binnenstad - Spoorzone Hoefkwartier - Bovenduist (A1-zone) - Vastgoed en grondzaken - Wijkwethouder: Binnenstad, Kruiskamp en Koppel                                                                    |
| Wethouders                             | Rutger Dijksterhuis (ChristenUnie, 1 fte)          | - Ruimtelijke ordening - Omgevingsvisie - Erfgoed, monumenten en archeologie - Toerisme, recreatie en citymarketing - Wijkwethouder: Vathorst en Hooglanderveen                                                                                             |
| Wethouders                             | Johnas van Lammeren (Partij voor de Dieren, 1 fte) | - Dierenwelzijn - Duurzame leefomgeving en biodiversiteit - Dienstverlening - Informatievoorziening - Vergunningen en toezicht - Crematoria en begraafplaatsen - Wijkwethouder Schothorst, Zielhorst en Hoefkwartier                                        |
| Wethouders                             | Tyas Bijlholt (D66, 1 fte)                         | - Mobiliteit - Kunst, cultuur en evenementen - Onderwijs mbo/hbo - Onderwijs en arbeidsmarkt - Wijkwethouder Vermeerkwartier, Bergkwartier en Leusderkwartier                                                                                               |
| Wethouders                             | Nadya Aboyaakoub-Akkouh (GroenLinks, 1 fte)        | - Jeugdzorg - Onderwijs PO/VO - Inburgering en integratie - Werk, inkomen en armoedebeleid - Wijkwethouder: Liendert en Rustenburg |
| Wethouders                             | Ben van Koningsveld (CDA, 0,6 fte)                 | - Sport en bewegen - Bestuurlijke vernieuwing en participatie - Gebiedsgericht werken |
| Gemeentesecretaris                     | Nico Kamphorst                                     | - Ondersteunt het college van burgemeester en wethouders - Is algemeen directeur van de ambtelijke organisatie |

### Wijkindeling

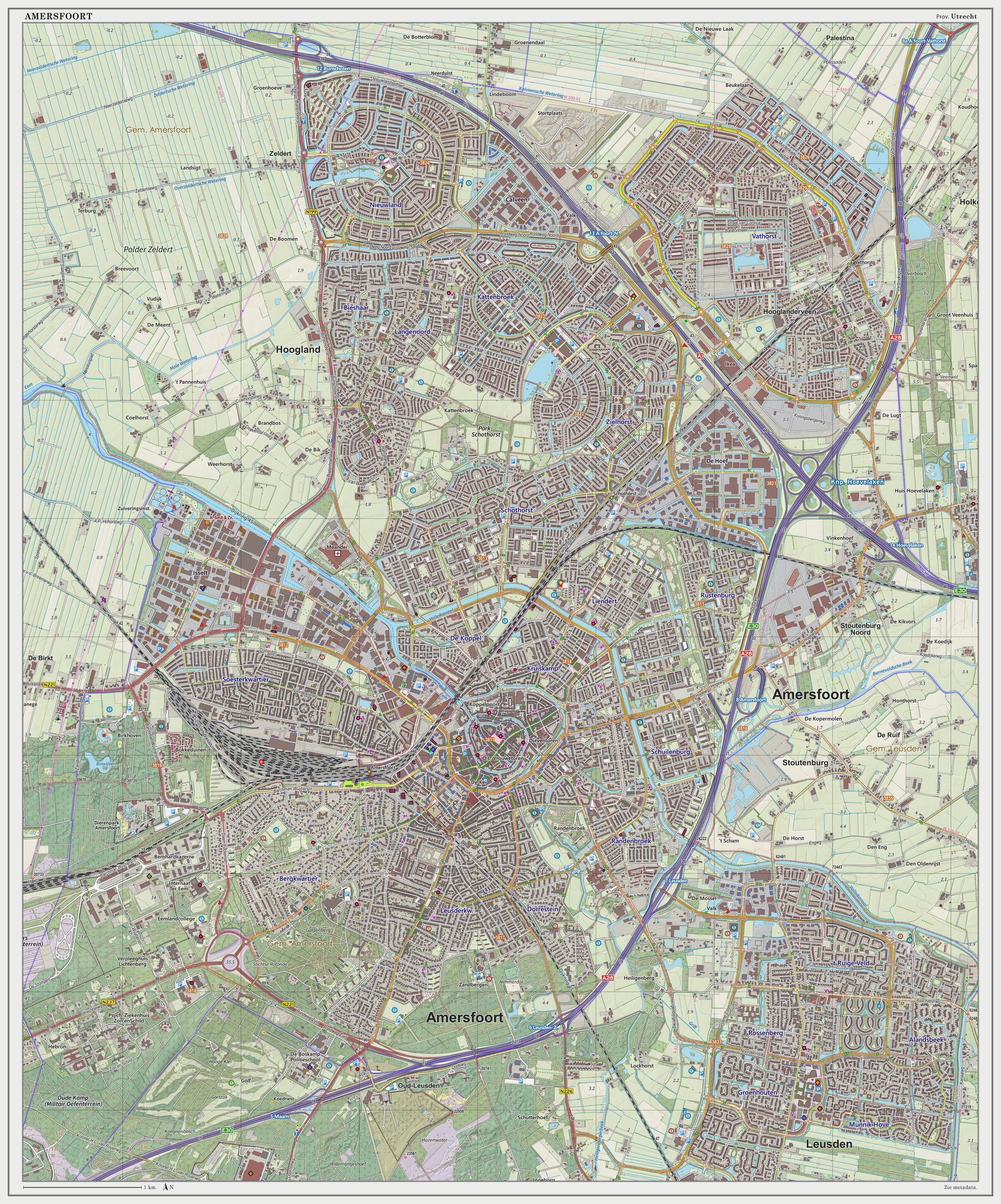
Topografische kaart van Amersfoort (woonplaats), maart 2014

De gemeente Amersfoort is verdeeld in wijken en twee dorpen.
De wijken met een woonfunctie zijn:
| - Bergkwartier - De Koppel - De Kruiskamp - Eemkwartier (in ontwikkeling) - Het Gein - Hoogland (dorp) - Hooglanderveen (dorp) - Hogekwartier (in ontwikkeling) - Hoefkwartier (in ontwikkeling) - Kattenbroek |  | - Leusderkwartier - Liendert - Nieuwland - Randenbroek - Rustenburg - Schothorst - Schuilenburg - Soesterkwartier - Stadskern |  | - Valleipoort - Vathorst - Vermeerkwartier - Zielhorst - Zonnehof |

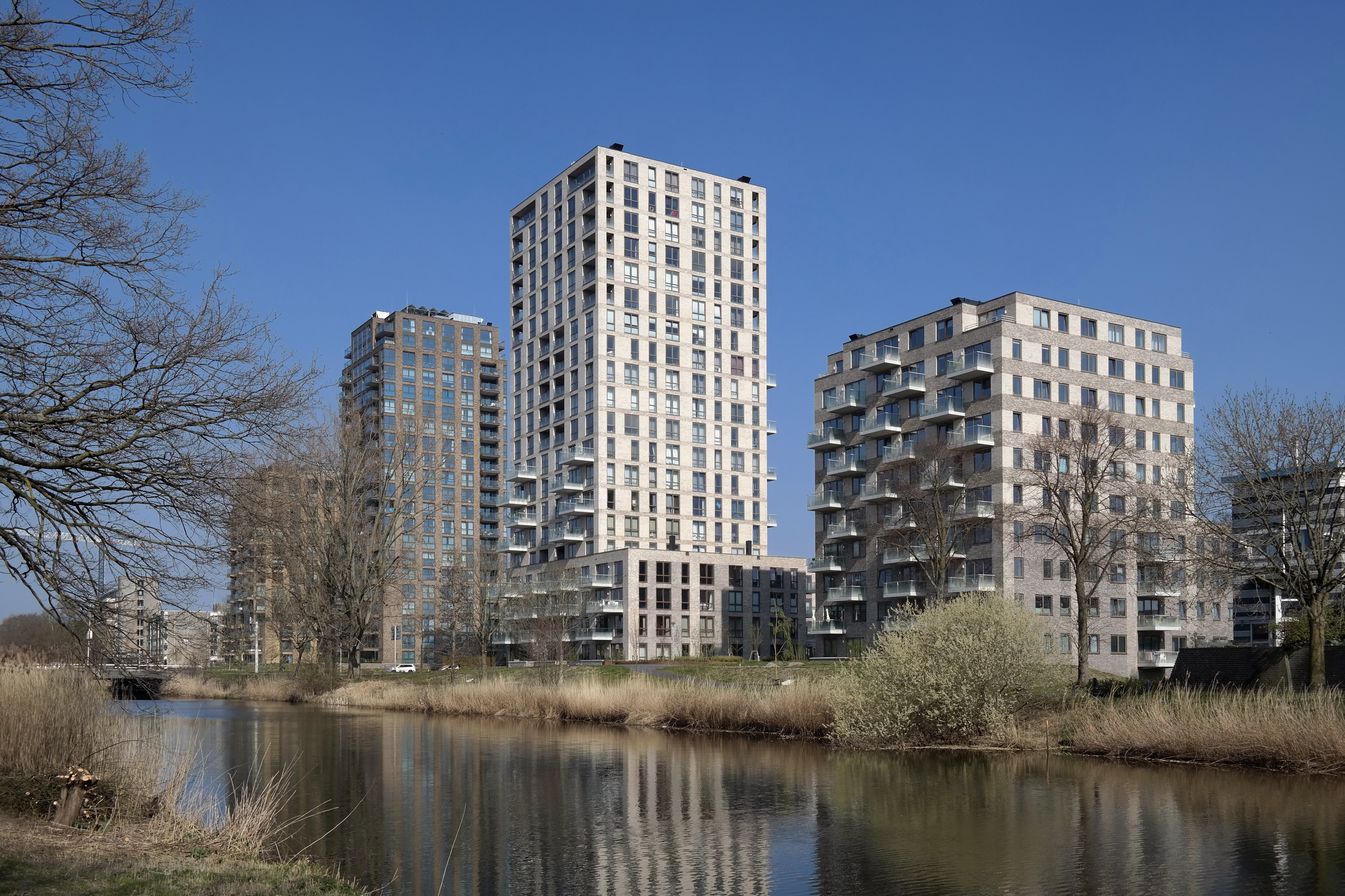
Nieuwbouw van het Hogekwartier in 2022

Daarnaast bestaat er nog een aantal wijken zonder woonfunctie:
- Bosgebied, waaronder:
  - Bos Birkhoven
- Buitengebied West
- Calveen (industrie en kantoren)
- Isselt (industrie en kantoren)
- De Hoef (industrie en kantoren)
- Park Schothorst (park)
- Waterwingebied (park tussen Rustenburg en Liendert)
- Stoutenburg Noord

### Aangrenzende gemeenten
| Aangrenzende gemeenten | Aangrenzende gemeenten | Aangrenzende gemeenten | Aangrenzende gemeenten | Aangrenzende gemeenten |
| ---------------------- | ---------------------- | ---------------------- | ---------------------- | ---------------------- |
| Baarn                  |                        | Bunschoten             |                        | Nijkerk (Gld)          |
|                        |                        |                        |                        |                        |
| Soest                  | Barneveld (Gld)        |                        |                        |                        |
|                        |                        |                        |                        |                        |
| Zeist                  |                        |                        |                        | Leusden                |

### Stedenband
- Liberec (Tsjechië), is Partnergemeente sinds 1993.
- Sinds 2004 wordt door een actieve groep bewoners een stedenband met het Portugese Albufeira onderhouden. De samenwerking met deze gemeente vindt vooral plaats op de gebieden sport en toerisme.